# Michelangelo

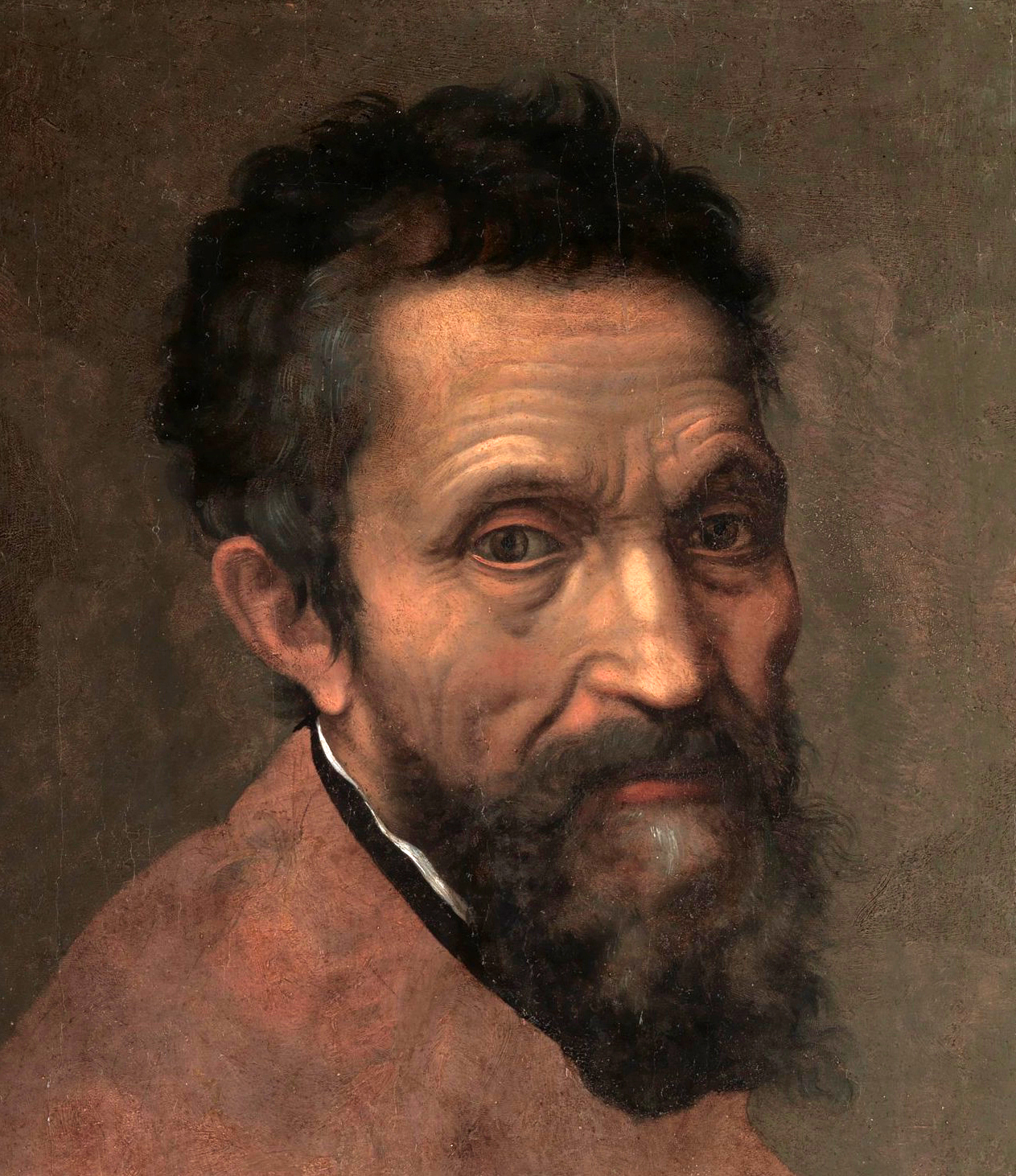
Ausschnitt eines Daniele da Volterra zugeschriebenen Porträts Michelangelos, um 1544, Metropolitan Museum of Art

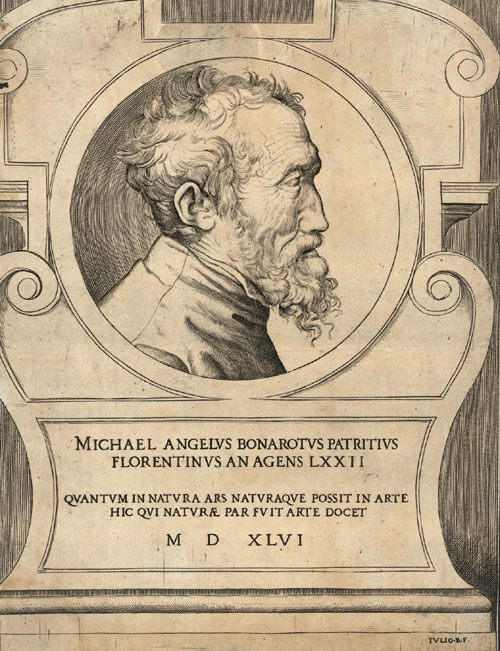
Michelangelo Buonarroti mit 72 Jahren von Giulio Bonasone, 1546

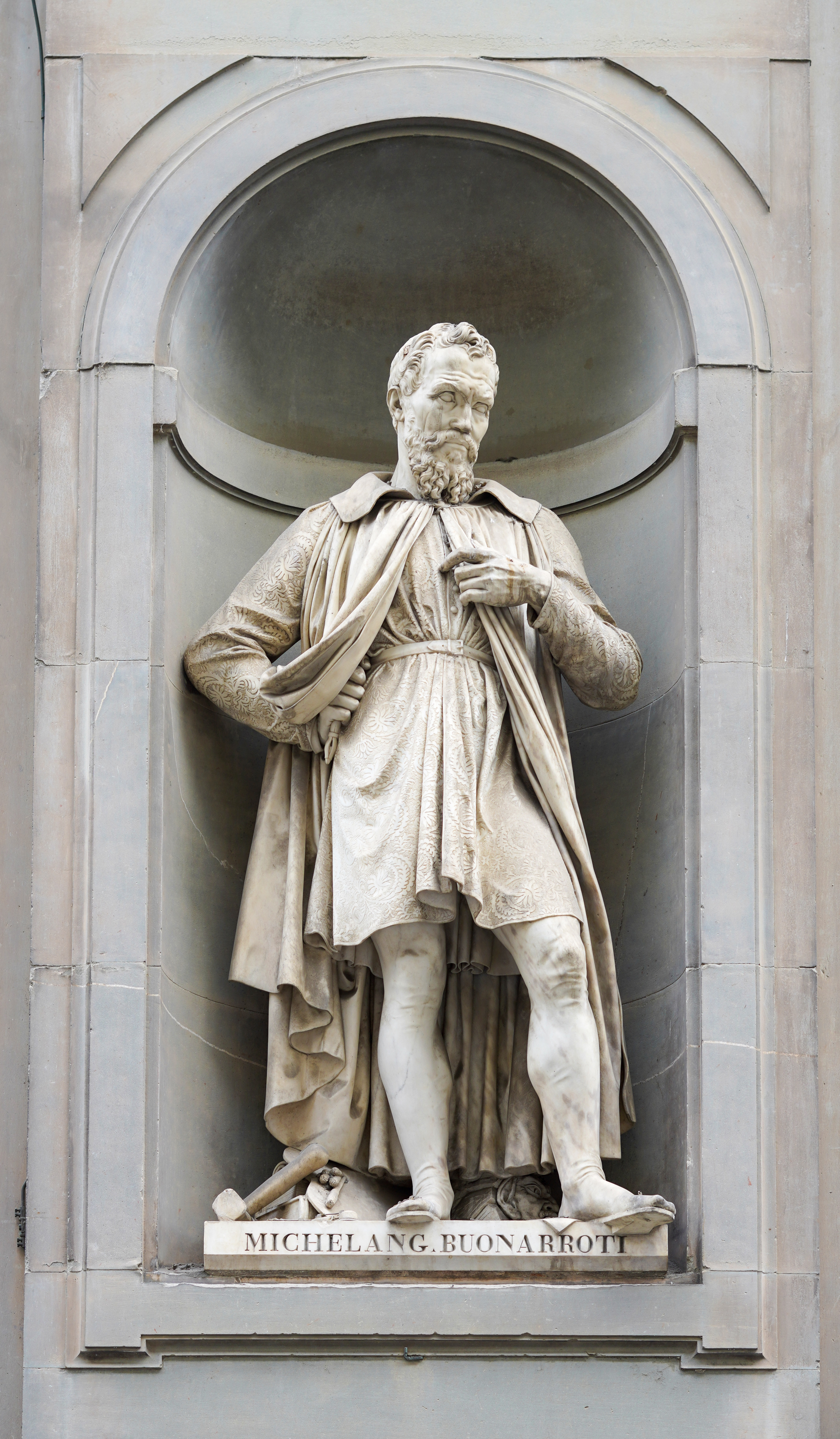
Michelangelo-Statue im Hof der Uffizien in Florenz

Michelangelo Buonarroti [mikeˈlanʤelo buonarˈrɔːti] (vollständiger Name Michelangelo di Lodovico Buonarroti Simoni; * 6. März 1475 in Caprese, Toskana; † 18. Februar 1564 in Rom), oft nur Michelangelo genannt, war ein italienischer Maler, Bildhauer, Baumeister (Architekt) und Dichter. Er gilt als einer der bedeutendsten Künstler der italienischen Hochrenaissance und weit darüber hinaus.

## Leben

### Herkunft, Kindheit und Ausbildung
Michelangelo stammte aus einer angesehenen Bürgerfamilie in Florenz, die zur Partei der Guelfen gehörte. Er war der zweite Sohn des Lodovico di Leonardo Buonarroti Simoni und der Francesca di Neri und wurde am 6. März 1475 in Caprese in der heutigen Provinz Arezzo geboren, wo sein Vater für ein Jahr als Stadtvogt amtierte. Danach zog seine Familie nach Florenz zurück. Getauft wurde er am 8. März 1475 in der Kirche San Giovanni zu Caprese. Michelangelo hatte vier Brüder: Lionardo (1473–1510), Buonarroto (1477–1528), Giovansimone (1479–1548) und Sigismondo (1481–1555). Seine Amme war die Frau eines Steinmetzen aus Settignano bei Florenz. Michelangelos Mutter starb, als er sechs Jahre alt war; sein Vater heiratete in zweiter Ehe 1485 Lucrezia Ubaldini (gest. 1497).
Um 1482 kam Michelangelo in die Lateinschule des Francesco da Urbino. Schon als Junge wollte Michelangelo gegen den Widerstand seines Vaters Künstler werden. Nach einem heftigen Streit siegte sein Wille über den Stolz seines Vaters, und so wurde er mit 13 Jahren bezahlter Schüler in der Werkstatt von Domenico Ghirlandaio. Bei ihm studierte Michelangelo die Grundlagen der Freskokunst, mit der er zwanzig Jahre später in Rom reüssierte. Wie alle florentinischen Künstler seiner Zeit studierte er auch die Brancacci-Kapelle der Kirche Santa Maria del Carmine.
Obwohl sich Michelangelo zunächst der Malerei zuwandte, war er mehr der Bildhauerei zugeneigt. Noch vor Ende seiner Ausbildungszeit als Maler trat er 1489 mit Unterstützung seines Freundes Francesco Granacci in die Kunstschule von Lorenzo il Magnifico ein. Die Leitung hatte Bertoldo di Giovanni inne, ein Schüler des berühmten Bildhauers Donatello. Eine seiner ersten Skulpturen war der Faunskopf (verschollen), den Michelangelo nach einer Bemerkung Lorenzos mit einer Zahnlücke versah, um ihn realistischer erscheinen zu lassen. Das in dieser Zeit entstandene Marmorrelief Kentaurenschlacht (zum griechischen Mythos der Kentauromachie) gilt als das älteste erhaltene bildhauerische Werk Michelangelos, da die Zuschreibung des Reliefs Madonna an der Treppe umstritten ist. Lorenzo de’ Medici behandelte Michelangelo wie seinen eigenen Sohn und förderte ihn in Kunst und Philosophie. Bei einem Streit schlug ihm sein Mitschüler Torrigiano ins Gesicht und entstellte ihn, was dazu führte, dass Michelangelo sein ganzes Leben hindurch unter seiner „Hässlichkeit“ litt. Michelangelo ist durch diese und andere erlittene Kränkungen in depressive Krisen gestürzt. Jedoch ist er aus diesen gestärkt hervorgegangen, wovon seine grandiosen Werke zeugen.

### Studienaufenthalt in Bologna
Michelangelo hatte der Schule und dem Haushalt der Medici kaum drei Jahre angehört, als sein berühmter Mäzen Lorenzo starb. Dessen Sohn Piero di Lorenzo de’ Medici erbte die Stellung, aber nicht die Qualitäten seines Vaters. Florenz rieb sich bald an seiner Herrschaft, und gegen Herbst 1494 wurde offensichtlich, dass ihm und seinen Anhängern eine Katastrophe drohte. In Vorausahnung politischer Umwälzungen setzte sich Michelangelo mit zwei Begleitern nach Bologna ab.
Im Alter von zwanzig Jahren wurde er dort freundlich von einem Mitglied der Familie von Ulisse Aldrovandi aufgenommen, in dessen Auftrag er zwei Heiligenfiguren und einen Engel für die Grabstätte des heiligen Dominikus in der Basilika San Domenico erstellte. Nach rund einem Jahr, als die Arbeit in Bologna scheiterte und in Florenz sein Name während seiner Abwesenheit auf eine Liste von Künstlern gesetzt worden war, die einen neuen Versammlungssaal für den Großen Rat in Florenz ausstatten sollten, kehrte Michelangelo nach Hause zurück.

### Rückkehr in das Florenz unter Savonarola

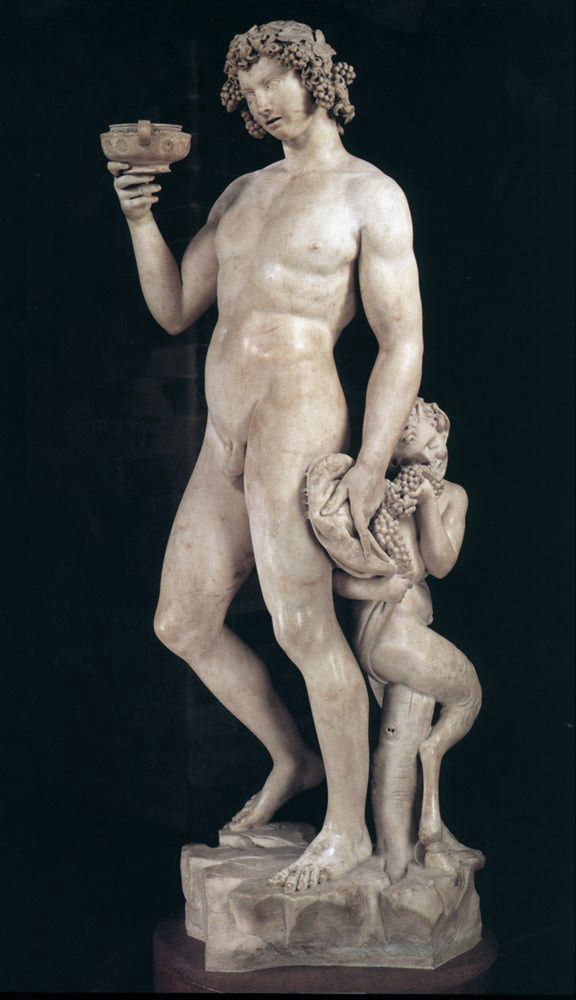
Bacchus (1496–1497), Bargello, Florenz

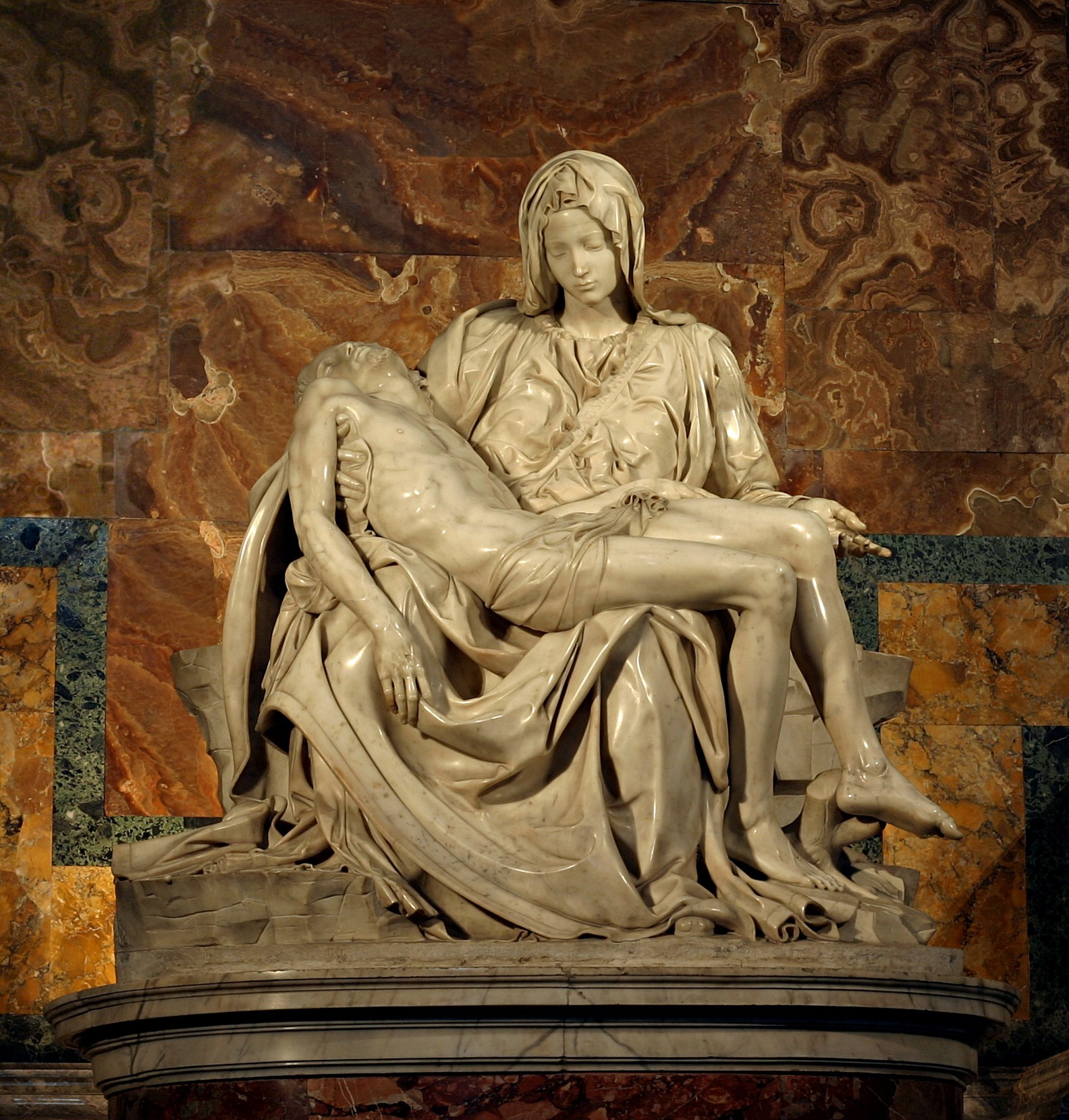
Pietà im Petersdom im Vatikan in Rom

Nach der Machtübernahme durch Savonarola im Jahr 1494, die den ganzen Charakter des bürgerlichen Lebens in Florenz verändert hatte, erhielt Michelangelo keine Aufträge von der Stadtregierung. Doch er blieb nicht ohne Beschäftigung, denn er fand einen Freund in einem weiteren Lorenzo, dem Sohn von Pierfrancesco de Medici, für den er eine Statue des jungen Heiligen Johannes ausführte. Nachdem er das antike Vorbild eines schlafenden Cupidos imitiert hatte, schlug ihm derselbe Patron vor, sein Werk so zu färben und zu behandeln, dass es antik aussehe und als solches verkauft werde. Ohne den Lohn für seine Arbeit zu erhöhen, machte Michelangelo zum Spaß bei diesem Betrug mit, und das Stück wurde als echtes Werk der Antike an einen römischen Sammler teuer verkauft, den Kardinal von San Giorgio, Raffaele Riario. Als der Kardinal den Betrug aufdeckte, musste der Händler die Kaufsumme zurückerstatten; dem jungen Bildhauer Michelangelo wurde dargelegt, dass der Kunstliebhaber, der gerade unfreiwillig einen so hohen Tribut an seine Fähigkeiten gezahlt hatte, sich gewiss seiner annehmen werde, wenn er nach Rom komme.

### Erster Aufenthalt in Rom (1496 bis 1501)
Michelangelo nahm an und kam das erste Mal Ende Juni 1496 in Rom an. Kardinal Riario beauftragte ihn, als Entschädigung für den Kunstschwindel einen antiken Bacchus zu schaffen. Später hatte man vermutet, dass der eigentliche Auftraggeber Jacopo Galli sei, ein römischer Adeliger, da man die Statue in seinem Garten vorfand, doch ein Briefwechsel zwischen Michelangelo und dessen Vater beweist eindeutig, dass Riario der Auftraggeber war. Schließlich gewann Michelangelo die Gunst des Kardinals Jean Bilhères de Lagraulas (auch Jean de Villiers de La Groslaye), Abt von St. Denis und Kardinalpriester von Santa Sabina, von dem er den Auftrag für die Pietà von St. Peter bekam.
Diese kontrastierenden Themen sind beide originell konzipiert wie auch technisch genial ausgeführt: die Mutter mit dem toten Körper des Sohnes auf ihrem Schoß, die mit ihrer linken freien Hand, in eine erweiterte Richtung deutend, die Tragödie ausdrucksvoll begleitet; und der tote Christus. Die Pietà ist die einzige Skulptur Michelangelos, die er signierte, was auf die Bedeutung hinweist, die sie für den Künstler selbst hatte. Über der Brust der Madonna liegt diagonal ein Band, auf dem die Worte eingemeißelt stehen: MICHAEL ANGELUS. BONAROTUS. FLORENT. FACIEBA[T].

### Zweite Rückkehr nach Florenz
Michelangelos erster Aufenthalt in Rom dauerte fünf Jahre von Sommer 1496 bis Sommer 1501. Der Zeitraum war von extremen politischen Unruhen in Florenz geprägt. Die Aufregung über die französische Invasion, das mystische und asketische Regime von Savonarola, sein Sturz und schließlich die äußeren Kriege und inneren Dissidenzen, die einer neuerlichen Einigung vorausgingen, hatten allesamt eine für die Kunst ungünstige Atmosphäre geschaffen.
Trotzdem hatte Ludovico Buonarroti, der in den Wirren von 1494 sein kleines permanentes Amt verloren hatte und der seinen Sohn Michelangelo inzwischen als Hauptstütze seines Hauses betrachtete, ihn wiederholt gedrängt, nach Hause zu kommen. Familienpflicht und Familienstolz beherrschten das Verhalten Michelangelos. Während der besten Jahre seines Lebens nahm er ohne Murren harte Entbehrungen um seines Vaters und seiner Brüder willen auf sich, die sich von ihm unterstützen ließen.
Nach seiner Heimkehr infolge einer Krankheit erhielt Michelangelo von Kardinal Francesco Piccolomini den Auftrag, eine Grabstätte mit 15 Skulpturen auszuschmücken, die bereits in der Kathedrale von Siena zu Ehren des berühmtesten Mitglieds der Familie, Papst Pius II., begonnen worden war. Nur vier dieser Figuren wurden schließlich ausgeführt, freilich nur teilweise durch die Hand des Meisters selbst.

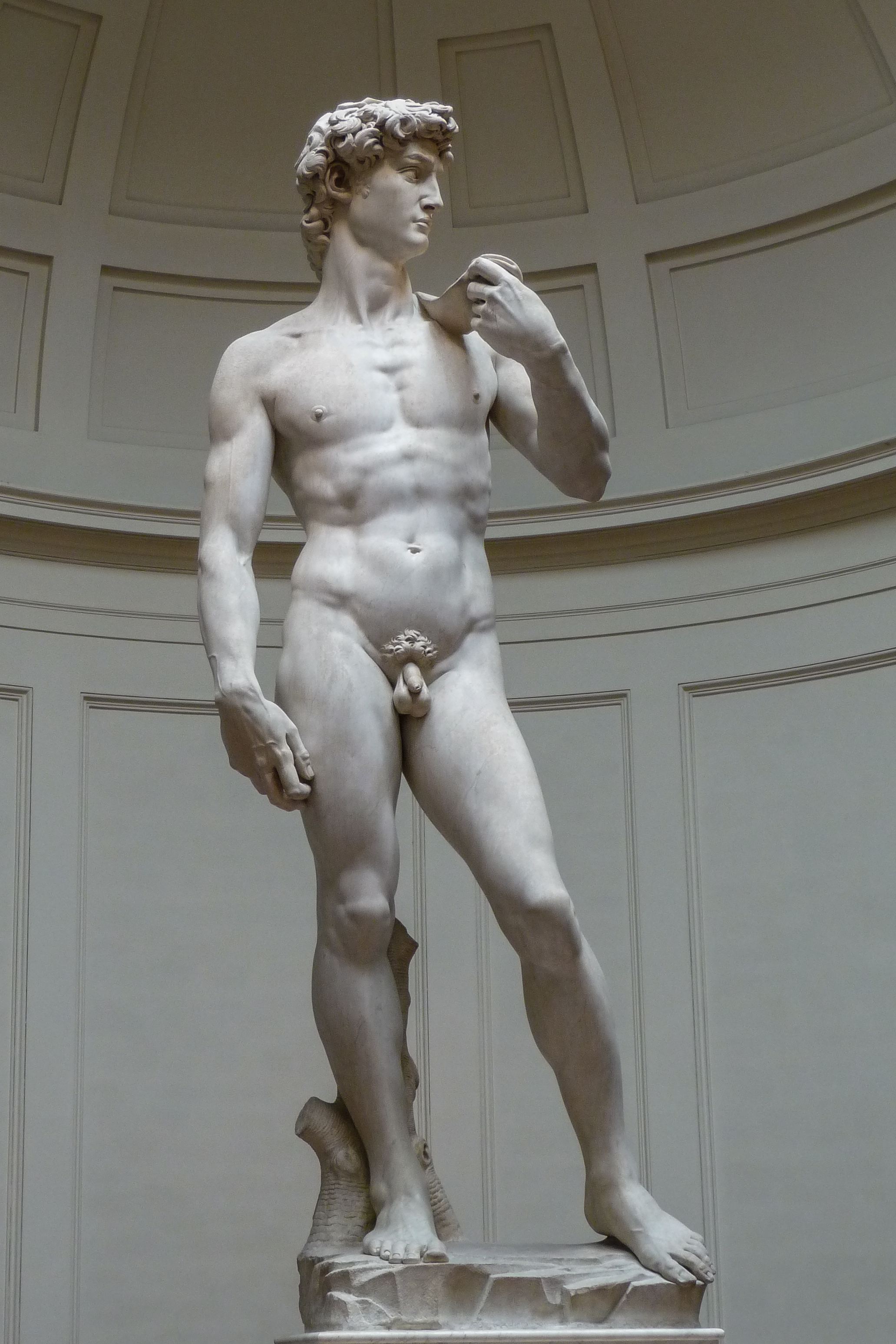
David (1501–1504), Galleria dell’Accademia, Florenz

#### David-Skulptur
Ein Werk größeren Interesses in Florenz lenkte ihn vom Auftrag für Siena ab: die Ausführung der kolossalen Statue des David. Sie wurde aus einem riesigen Marmorblock gehauen, den ein anderer Bildhauer, Agostino di Duccio, 40 Jahre zuvor erfolglos zu bearbeiten begonnen hatte und der seitdem herumlag. Es gelang Michelangelo, ohne Rücksichtnahme auf die traditionelle Behandlung des Themas oder den historischen Charakter seines Helden, einen jugendlichen Koloss herauszumeißeln, wachsam entspannt und ausgeglichen vor seiner großen Tat.
Das Ergebnis beeindruckt durch die freie und gleichzeitig präzise Ausführung und die triumphierende Kraft des Ausdrucks. Die besten Künstler von Florenz sollten gemeinsam den Ort zur Aufstellung der Statue festlegen. Sie einigten sich schließlich auf die Terrasse des Palastes der Signoria. Michelangelos David behielt hier seinen Platz, bis er 1883 zu seinem Schutz in einen Saal der Akademie der Künste versetzt wurde, wo er unvermeidlich eingeengt erscheint; eine Kopie des Werkes befindet sich heute vor der Signoria. Nach einer Serie leichter Erdbeben in der Toskana kündigte der Kulturminister Italiens 2014 an, die Statue mit einem erdbebensicheren Sockel auszustatten.
Weitere Bildhauerarbeiten aus derselben Periode sind ein zweiter David kleineren Maßstabs in Bronze, der von Marschall Pierre Rohan in Auftrag gegeben und dem jungen Meister Benedetto da Rovezzano zur Vollendung übergeben wurde, der ihn 1508 nach Frankreich versandte, ein großartiger, grob behauener Sankt Matthäus für die Kathedrale von Florenz, den er begann, aber nie vollendete, eine Madonna mit Kind im Auftrag eines Händlers aus Brügge sowie zwei unvollendete Basreliefs über das gleiche Thema.

#### Gemälde der Cascina-Schlacht

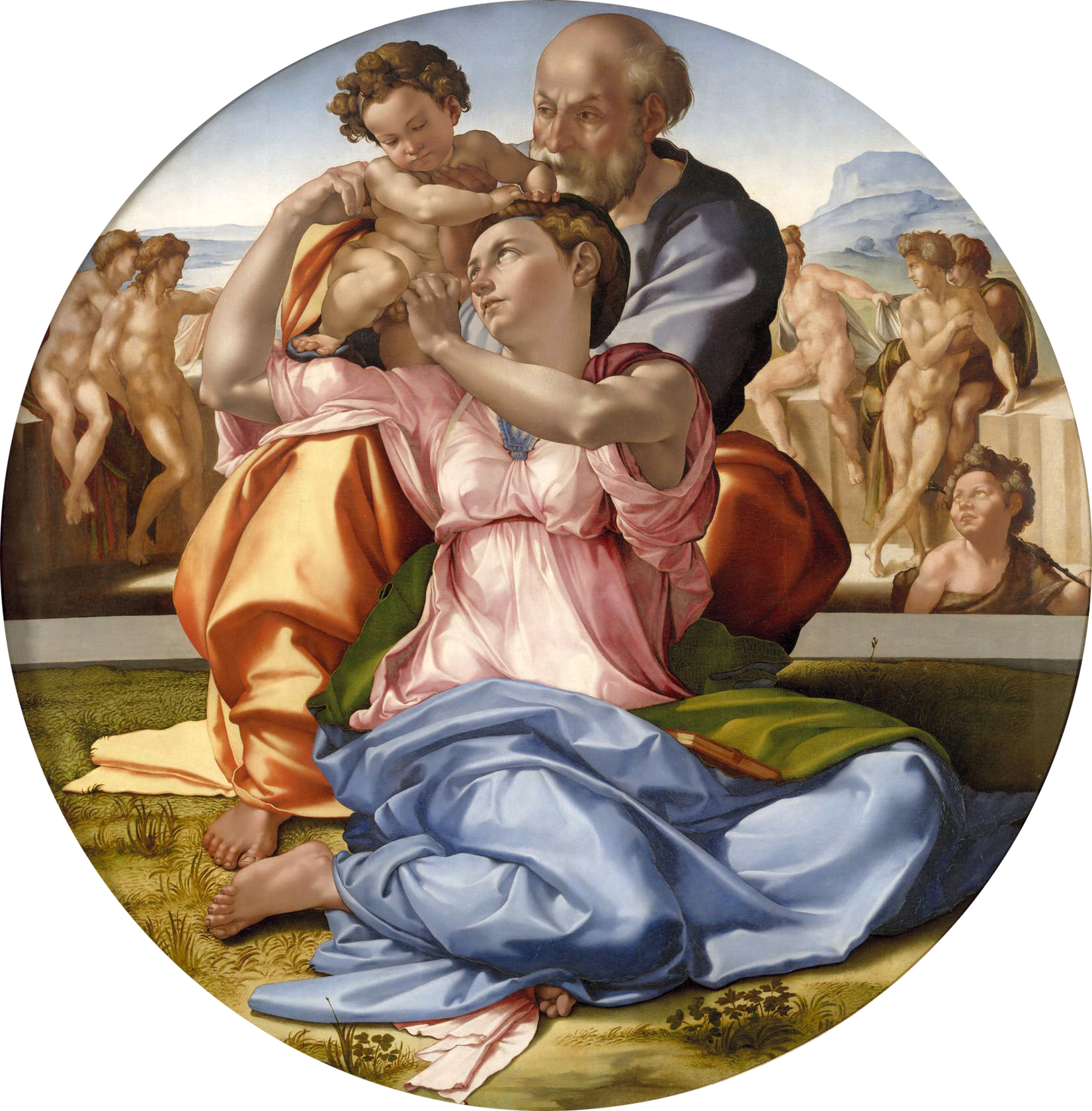
Die heilige Familie (Tondo Doni), 1506–1508

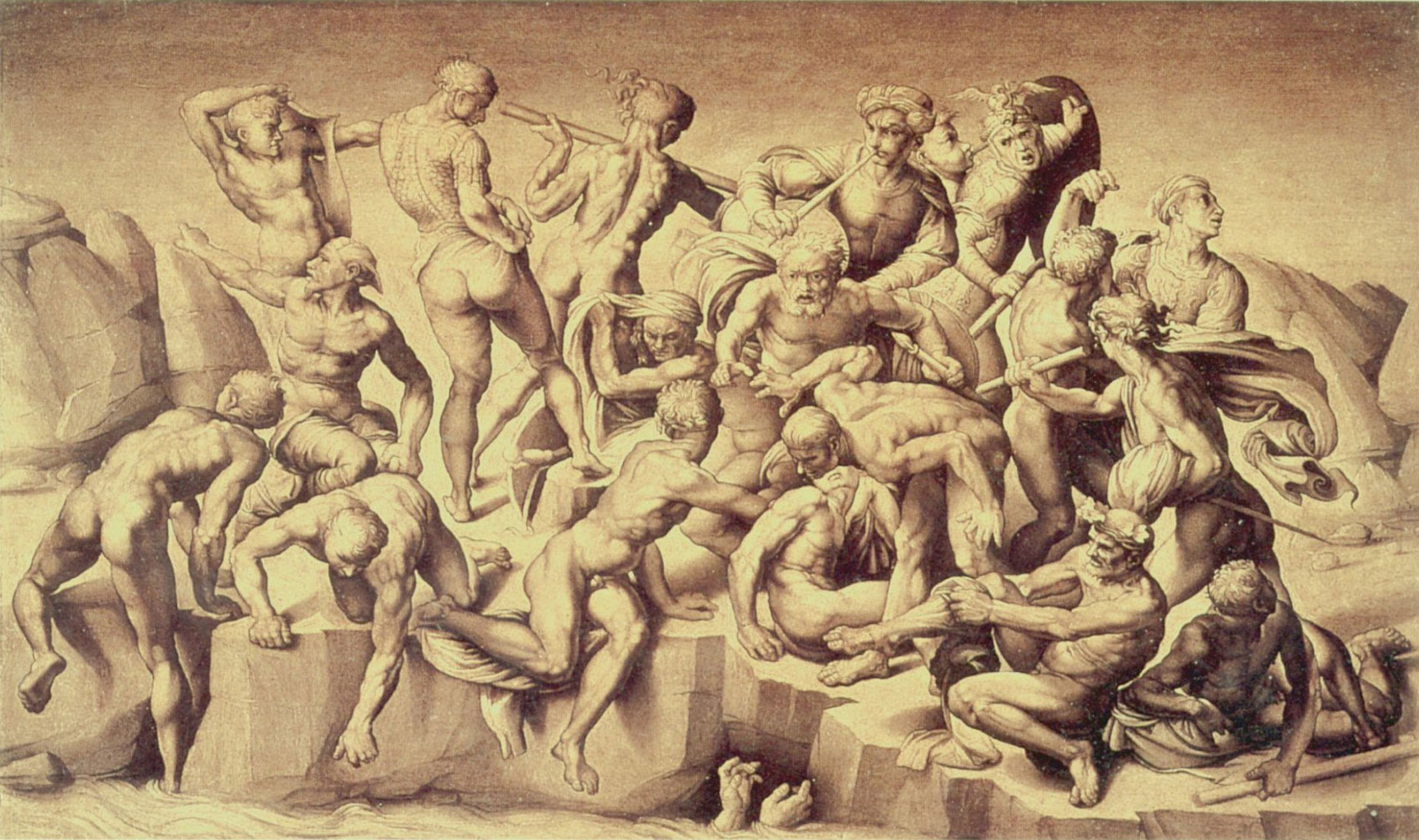
Aristotile da Sangallo: Grisaille nach Michelangelos Schlacht von Cascina

Auch als Maler war Michelangelo zur selben Zeit keineswegs müßig, sondern schuf für seinen und Raffaels gemeinsamen Patron Angelo Doni die Heilige Familie (Tondo Doni) (Tempera auf Holz), die sich heute in den Uffizien befindet. Im Herbst 1504, als er den David vollendete, beauftragte ihn die Florentiner Regierung mit einem Monumentalgemälde. Leonardo da Vinci war engagiert worden, seinen großartigen Karton der Schlacht von Anghiari auf die Wände des großen Saals des Stadtrats zu malen. Der Gonfaloniere Piero Soderini stellte nun für Michelangelo die Bestellung eines begleitenden Werks sicher.
Michelangelo wählte ein Ereignis von 1364 in der Schlacht von Cascina während des Kriegs mit Pisa, als die Florentiner Soldaten vom Feind während des Badens überrascht wurden. Mit gewohntem Schwung machte er sich an die Aufgabe und hatte einen großen Teil des Kartons vollendet, als er Anfang Frühjahr 1505 die Arbeit abbrach, um eine Berufung nach Rom durch Papst Julius II. anzunehmen. In Karl Woermanns Geschichte der Kunst (1911) wird dazu berichtet, dass uns die Kupferstiche von Agostino Veneziano und Marc Antons (Marcantonio Raimondi) die beste Vorstellung einiger Gruppen dieses Schlachtenbildes geben können, welches als spurlos vernichtetes Werk gilt.
Sein souverän gestalteter, unvollendeter Karton zeigt, wie sehr Michelangelo vom Vorbild seines älteren Rivalen Leonardo profitiert hatte. Michelangelos Jugendwerke sind zum größten Teil vergleichsweise ruhig im Charakter. Seine frühe Bildhauerei übertrifft die Werke der Antike in ihrer Wissenschaft und Perfektion und strahlt dennoch antike Abgeklärtheit aus. Sie ist von intellektueller Forschung, nicht von Aufruhr oder Anstrengung geprägt. Auf dem Karton der Badenden kamen erstmals die Qualitäten zum Ausdruck, die später sprichwörtlich mit Michelangelo assoziiert wurden, seine furia und terribilità, die seine unvergleichliche technische Meisterschaft und sein Wissen begleiten. Mit Michelangelos Abreise nach Rom Anfang 1505 kann die erste Phase seiner Karriere als beendet gelten.

### Zweiter Aufenthalt in Rom (1505 bis 1506)
Kurz nach seiner Ankunft in Rom erhielt Michelangelo von Papst Julius II. einen angemessenen Auftrag. Der eigenwillige und unternehmensfreudige Geist hatte die Idee zu einem Grabmonument, das ihn rühmen und nach seinem Tode feiern sollte, das jedoch noch zu Lebzeiten und nach eigenen Plänen auszuführen war. Nach Annahme von Michelangelos Entwurf verbrachte der Künstler den Winter 1505/1506 in den Steinbrüchen von Carrara und überwachte den Aushub und die Lieferung des Marmors. Im Frühjahr kehrte er nach Rom zurück, und als der Marmor ankam, machte er sich energisch an die Vorbereitung der Arbeit. Für eine Weile verfolgte der Papst den Fortschritt gespannt und war voller Güte für den jungen Bildhauer. Aber dann wechselte seine Stimmung. In Michelangelos Abwesenheit hatte Julius Donato Bramante – kein Freund Michelangelos – ausgewählt, um einen neuen architektonischen Plan auszuführen: den Neubau der Peterskirche. Dem Einfluss und der Böswilligkeit Bramantes schrieb Michelangelo die ihm nun zukommende unwillkommene Einladung zu, das große bildhauerische Werk zu unterbrechen, um die Sixtinische Kapelle mit Fresken zu dekorieren.

### Dritte Rückkehr nach Florenz
Bald wurden die Gedanken Julius’ von Kriegsplänen und Eroberungen abgelenkt. Eines Tages hörte Michelangelo ihn bei Tisch zu seinem Juwelier sagen, dass er kein Geld mehr für Steine auszugeben gedenke, ob klein oder groß. Zum Unbehagen des Künstlers trug noch bei, dass er, als er persönlich erschien, um Zahlungen einzufordern, Tag für Tag vertröstet und schließlich mit wenig Höflichkeit entlassen wurde. Darauf ergriff ihn seine dunkle Stimmung. Überzeugt, dass nicht nur seine Beschäftigung, sondern auch sein Leben in Gefahr sei, verließ er plötzlich Rom, und bevor die Boten des Papsts ihn einholen konnten, war er im April 1506 auf sicherem Florentiner Territorium.
Nachdem er wieder zuhause war, überhörte er jeglichen Antrag aus Rom wegen einer Rückkehr und blieb den Sommer über in Florenz. Womit er beschäftigt war, weiß man nicht bestimmt, aber anscheinend unter anderem mit der Fortsetzung des großen Schlachtengemäldes.

### Julius-Skulptur in Bologna
Während desselben Sommers plante und führte Julius den siegreichen Feldzug durch, der in seinem widerstandslosen Einzug an der Spitze seiner Armee in Bologna endete. Michelangelo ließ sich überzeugen, sich unter sicherem Geleit und Versprechen erneuter Gunst dorthin zu begeben. Julius empfing den Künstler freundlich, denn in der Tat bestand zwischen den beiden vulkanischen Naturen eine natürliche Affinität. Er verlangte von ihm sein eigenes Bildnis in Bronze, das als Symbol seiner erobernden Autorität über den Haupteingang der Basilika San Petronio gesetzt werden sollte.
In den nächsten fünfzehn Monaten widmete Michelangelo seine ganze Kraft dieser neuen Aufgabe, doch der gezahlte Preis ließ ihm kaum etwas zum Leben. Außerdem war er in der Technik der Metallbearbeitung unerfahren, und ein Assistent, den er aus Florenz hatte herbeirufen lassen, stellte sich als aufsässig heraus und musste entlassen werden. Trotzdem setzte sich sein Genie gegen alle Schwierigkeiten durch, und am 21. Februar 1508 wurde der majestätische Bronzekoloss des sitzenden Papstes mit Robe und Zepter, mit einer Hand die Schlüssel greifend und die andere in einer Geste der Segnung und des Kommandos ausgestreckt, zu seinem Platz über dem Kirchenportal gehoben.
Drei Jahre später wurde die Skulptur in einer Revolution zerstört. Das Volk Bolognas erhob sich gegen die Autorität des Papstes; seine Delegaten und Anhänger wurden verjagt und das Bildnis von seinem Platz geschleudert. Das Werk Michelangelos wurde höhnisch durch die Straßen geschleift, zerschlagen und die Bruchstücke in den Ofen geworfen.

### Dritter Aufenthalt in Rom

#### Sixtinische Kapelle – Decken- und Wandmalereien

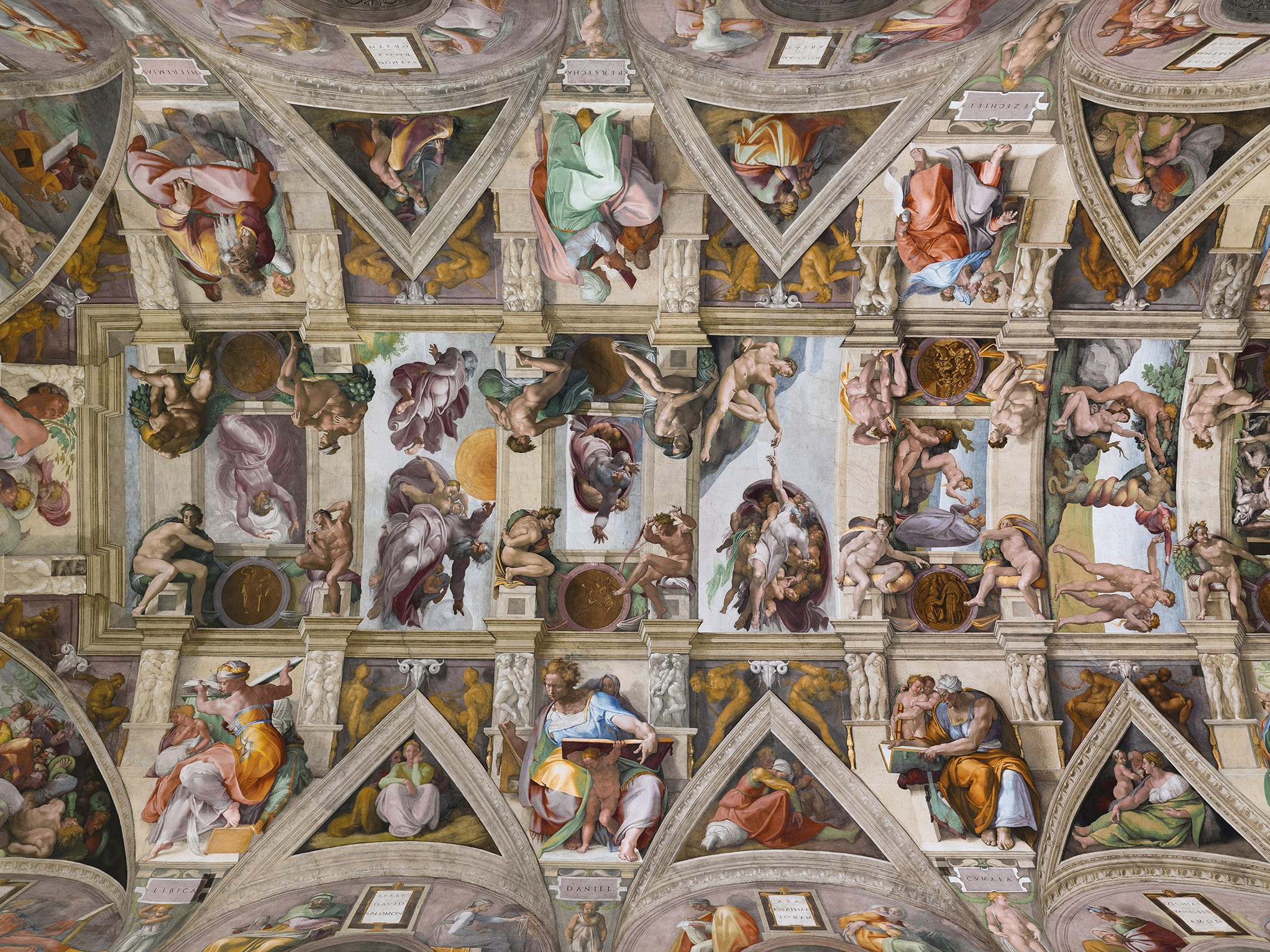
Decke der Sixtinischen Kapelle

##### Vorbereitungen
Inzwischen war der Künstler nach der Beendigung der Arbeit seinem versöhnten Meister nach Rom zurückgefolgt. Hier erwartete ihn jedoch nicht die Weiterführung des päpstlichen Grabmals, sondern die Ausführung einiger Malereien in der Sixtinischen Kapelle, was vor seiner Abreise in Frage gestellt worden war. Er behauptete immer, die Malerei sei nicht sein Geschäft; er war sich der Hoffnungen seiner Feinde bewusst, dass eine große Unternehmung in Freskomalerei seine Fähigkeiten übersteigen würde; und er ging das Projekt mit Bedenken und Widerwillen an. Tatsächlich ist dieses ihm aufgedrängte Werk bis heute sein wichtigster Ruhmestitel geworden.
Die Entstehung des Werks war dadurch gekennzeichnet, dass Michelangelo Schwierigkeiten hatte sich durchzusetzen. Der erste Plan des Papstes umfasste lediglich die zwölf Apostel. Michelangelo begann entsprechend, wollte sich aber nicht damit zufriedengeben und schlug stattdessen einen Entwurf mit vielen hundert Figuren vor, die die Geschichte der Schöpfung bis zur Sintflut verkörpern sollten, mit zusätzlichen Bildnissen von Propheten und Sibyllen und den Vorvätern Christi. Das Ganze sollte durch ein ausgefeiltes Rahmenwerk aus gemalter Architektur eingefasst und unterteilt werden, mit einer Vielzahl namenloser menschlicher Gestalten, die zwischen dem statischen Rahmenwerk und den großen dramatischen und prophetischen Szenen vermitteln sollten. Der Papst gewährte dem Künstler die Freiheit, nach seinen Vorstellungen zu verfahren.

##### Durchführung
Gegen Mai 1508 waren die Vorbereitungen in der Kapelle beendet, und die Arbeit begann. Später im selben Jahr berief Michelangelo ein paar Assistenzmaler aus Florenz. In den Traditionen der früheren Florentiner Schule ausgebildet, waren sie anscheinend nicht in der Lage, Michelangelos Entwürfe in Fresko entweder genügend frei oder hinreichend gleichförmig auszudeuten, um ihn zufriedenzustellen. Jedenfalls entließ er sie bald und führte den Rest der umfangreichen Aufgabe alleine durch, abgesehen von notwendiger, rein mechanischer Hilfe.
Die körperlichen Bedingungen der anhaltenden Arbeit mit dem Gesicht nach oben an dieser weit ausgedehnten Deckenfläche waren extrem ungünstig und aufreibend. Nach viereinhalb Jahren mühseliger Arbeit war die Aufgabe vollendet. Michelangelo war während seines Fortschreitens gleichermaßen durch Zahlungsverzögerungen und durch feindliche Intrigen geplagt worden, indem seine Gegner Zweifel an seinen Fähigkeiten aufwarfen und die Überlegenheit Raffaels rühmten. Raffael wäre von Natur aus kein Feind gewesen, aber unglücklicherweise verhinderte Michelangelos launisches, auf sich selbst konzentriertes Temperament eine Freundschaft, die den Unfriedenstiftern hätte Einhalt gebieten können.
Einmal zwang ihn ein dringender Bedarf an Geldern zur Förderung des Projekts, seine Arbeit für einen Moment zu unterbrechen und seinen Patron bis nach Bologna zu verfolgen. Dies war zwischen September 1510, als die große Reihe der Themen entlang dem Zentrum des Gewölbes fertiggestellt war, und Januar 1511, als der Meister sich wieder an die Arbeit machte und anfing, die komplizierten seitlichen Räume seines dekorativen Plans auszufüllen.

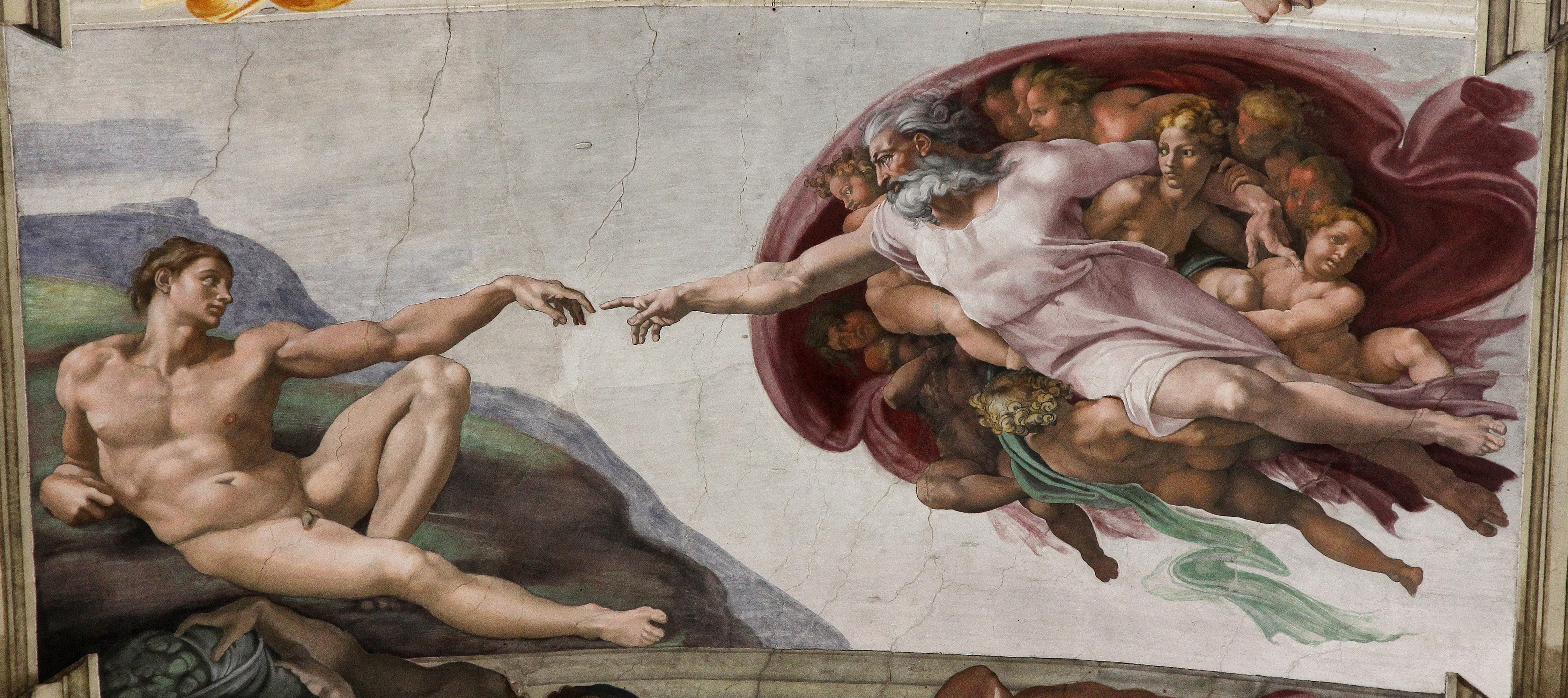
Die Erschaffung Adams (Sixtinische Kapelle)

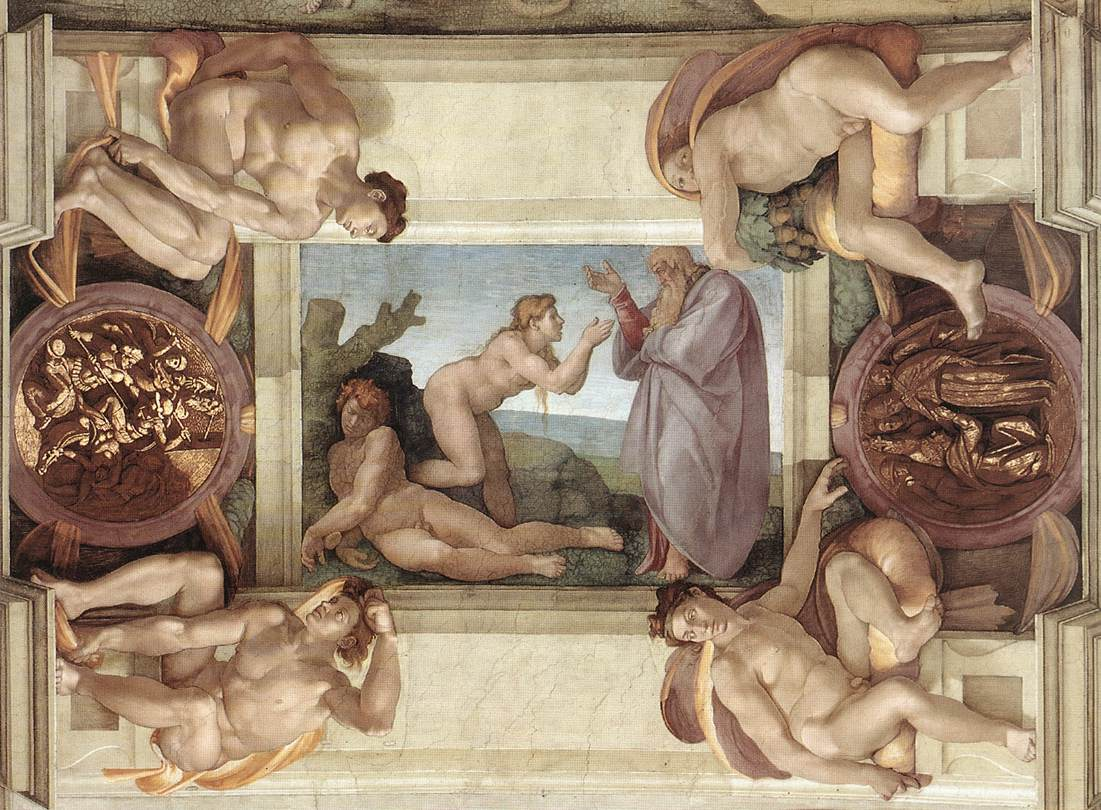
Die Erschaffung Evas (Sixtinische Kapelle)

Die Hauptfläche der Sixtinischen Decke bildet das die Kapelle überlagernde Tonnengewölbe und teilt sich in vier größere Felder auf, die sich mit fünf kleineren Feldern abwechseln.
Folgenden Themen werden in dieser Reihenfolge von Michelangelo behandelt:
1. die Scheidung des Lichts von der Dunkelheit;
2. Schöpfung von Sonne, Mond und Sternen;
3. Schöpfung der Wasser;
4. Erschaffung des Mannes;
5. Erschaffung der Frau;
6. Versuchung und Vertreibung aus dem Paradies;
7. das Opfer Noahs;
8. die Sintflut;
9. die Trunkenheit Noahs.

Die Figuren in den letzten drei Szenen sind in kleinerem Maßstab als die der ersten sechs. Offenbar hat er mit dem chronologisch letzten Thema begonnen, der Trunkenheit Noahs, und rückwärts gearbeitet, wobei er ab dem viertletzten Thema (Versuchung durch die Schlange und Vertreibung aus dem Paradies) den Maßstab seiner Figuren vergrößerte. Dies wird darauf zurückgeführt, dass er erst nach der Fertigstellung der drei Themen die optische Verkürzung und Komposition vom Boden aus effektiv beurteilen konnte.
In den Feldern 1, 3, 5, 7 und 9 ist das Bildfeld durch das architektonische Rahmenwerk mit seinen sitzenden Paaren von Unterstützen – gewöhnlich als Sklaven oder Atlasse bekannt – eingeengt.
Diese kleineren Kompositionen flankierend, befinden sich entlang der seitlichen Flächen zwischen der Gewölbekrone und den Mauern an den Seiten sitzende Figuren, abwechselnd Propheten und Sibyllen. Die sitzenden architektonischen Figuren sind großartig in der Vielfalt ihrer Posen und strahlen viel Lebenskraft aus.
Die Arbeitsweise des Deckenfreskos der Sixtinischen Kapelle im Vatikan ist relativ simpel. Es wurden dazu Kartons mit den Entwürfen, die Michelangelo zuvor im Maßstab 1:1 aufgezeichnet und in die er an den wichtigsten Stellen Löcher gemacht hatte, auf den noch feuchten Putz aufgelegt und mit Kohlestaub an den Löchern bearbeitet. Danach wurden die Schablonen wieder abgenommen, und er konnte sich beim Malen auf die Markierungen konzentrieren.
Zwei weitere Propheten werden an den Enden der Reihe eingeführt, so dass es insgesamt sieben Propheten und fünf Sibyllen gibt. Die Dreiecke rechts und links der Propheten an den beiden Enden enthalten den Tod Goliaths, den Tod des Holofernes, die dreiste Schlange und die Bestrafung Hamans. In den zwölf Lunetten über den Fenstern sind Gruppen der Vorfahren Christi, deren Namen mit Inschriften bezeichnet sind, und in den zwölf Dreiecken über ihnen (zwischen den Propheten und Sibyllen) andere verwandte Gruppen, hockend oder sitzend. Letztere sind in vergleichsweise einfachen menschlichen Handlungen gezeigt – erhöht, aber nicht verfälscht.
Das Werk spiegelt alle Fähigkeiten Michelangelos auf ihrem Höhepunkt wider. Der Künstler scheint im Laufe der Arbeit an Souveränität gewonnen zu haben. Absolutes Spitzenwerk aber ist das Fresko der „Erschaffung Adams“, das man abertausend Mal publiziert findet in der Welt und eine qualitative Steigerung aller Figuren verkörpert. Michelangelo hat durch seine Persönlichkeit und kraftvolle Malerei einen hohen Einfluss auf sämtliche Maler seiner Zeit ausgeübt. Manche aber sind in plumpen Übertreibungen und Klobigkeiten verharrt und konnten dem Vorbild in seiner Größe und Kraft in keiner Weise nahekommen. Einige wenige aber zeigten eine gewisse Unabhängigkeit und entwickelten dadurch Bilder von starker Ausdruckskraft.

#### Julius-Grabmonument

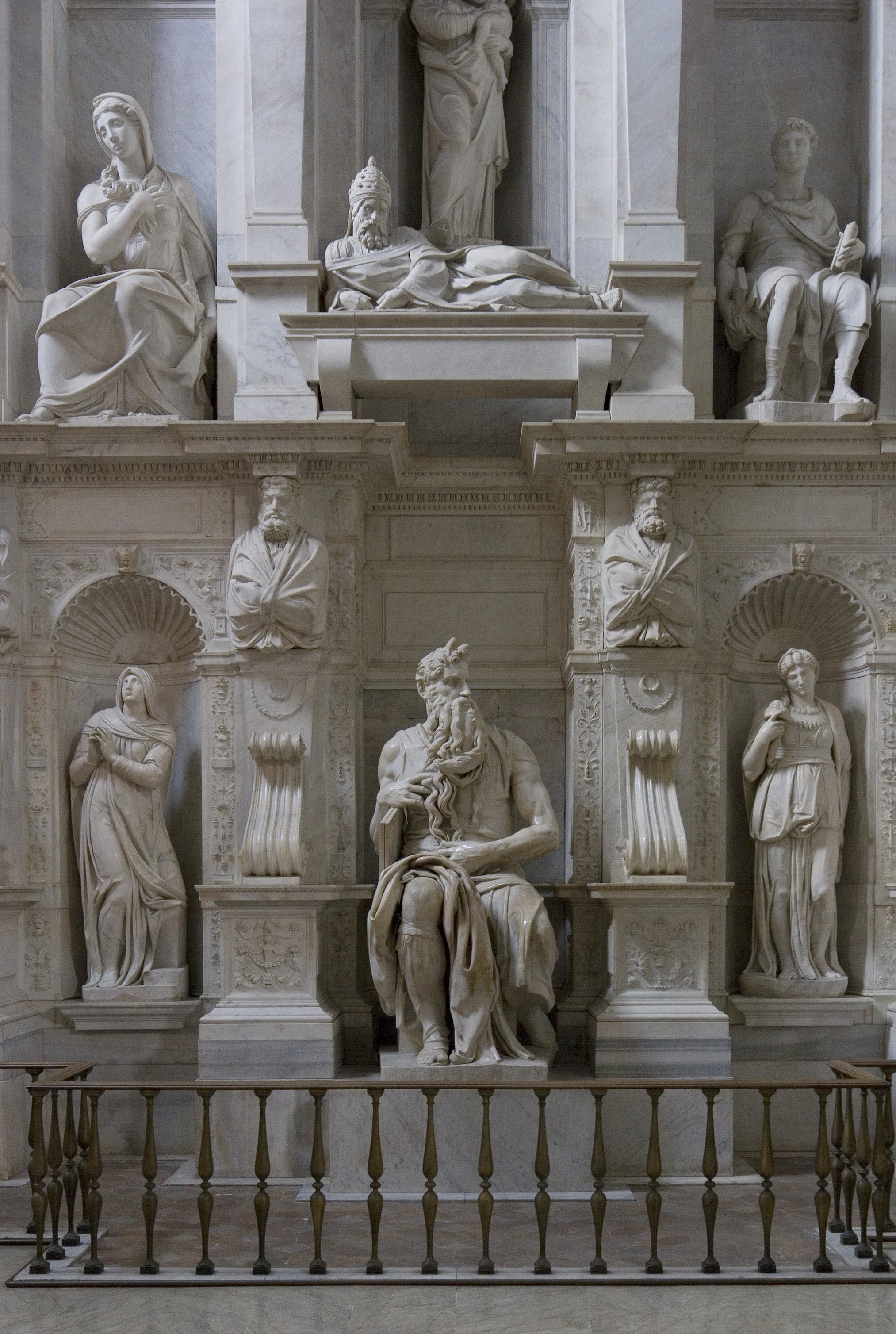
Teilansicht des Grabmonuments

Kaum war die Sixtinische Kapelle vollendet, nahm Michelangelo die Arbeit an dem Marmor für Julius’ Monument wieder auf. Aber nach nur vier Monaten starb Julius. Seine Erben gingen sofort (im Sommer 1513) einen neuen Vertrag mit Michelangelo für eine verkleinerte Ausführung des Monuments ein. Die ursprünglichen Pläne sind unbekannt. Wir wissen nur, dass das Monument in einer der Kapellen von St. Peter stehen sollte, losgelöst von der Wand, viereckig und frei, was in der bisherigen Grabarchitektur der Renaissance unbekannt war.
Auch der neue Plan war noch umfangreich und prachtvoll. Er sah eine große dreiseitige Struktur mit zwei Stockwerken vor, hervorstehend von der Kirchenwand, und an seinen drei freien Seiten mit Statuen geschmückt. Im oberen Stock sollte die Kolossalfigur des Papstes liegen, mit einer Vision der Jungfrau mit dem Kind über ihm, klagenden Engeln an den Seiten, Propheten und Allegorien in den Ecken – insgesamt 16 Figuren. Im unteren Stock waren 24 Figuren in Nischen und auf vorstehenden Sockeln vorgesehen: in den Nischen Sieger; vor den Endpilastern zwischen ihnen Sklaven oder Gefangene, die anscheinend entweder eroberte Provinzen oder Künste und Wissenschaften in Sklaverei nach dem Tod ihres Patrons symbolisieren.
Ein sehr beschädigter und umstrittener Entwurf des Meisters in Berlin, mit einer Kopie von Sacchetti, soll den Entwurf in diesem Stadium der Verkleinerung darstellen. Das gesamte Werk sollte innerhalb von neun Jahren fertiggestellt werden. Während der nächsten drei Jahre scheint Michelangelo wenigstens drei der versprochenen Figuren vollendet zu haben, für die Blöcke aus Carrara schon im Juli 1508 in Rom angekommen waren. Neben David sind dies seine berühmtesten überlieferten Skulpturen, der Moses, seit 1545 in der Kirche San Pietro in Vincoli in Rom, und die beiden Sklaven im Louvre.
Moses, ursprünglich für eine der Seiten im oberen Stock vorgesehen, ist nun auf Augenhöhe platziert: im Zentrum der Hauptansicht des Monuments, wie es schließlich, in einem reduzierten und geänderten Maßstab, von Michelangelo und seinen Assistenten in hohem Alter beendet wurde. Der Prophet, der vom Berg Sinai hätte herabkommen und die Israeliten das goldene Kalb anbeten sehen sollen, sitzt stark bärtig und eingehüllt, lediglich mit enthülltem linkem Arm, seinen Kopf erhoben und nach links gewandt, seine linke Hand auf dem Schoß und die rechte die Gesetzestafeln greifend. Das Werk ist, abgesehen von ein oder zwei Stellen, äußerst vollendet, und die Statue sieht aus wie einer der Propheten der Sixtinischen Decke in Marmor gehauen – eine Inkarnation majestätischer Entrüstung und Bedrohung.
Die zwei Sklaven im Louvre sind junge männliche Figuren von gleichermaßen perfekter Ausführung, bis auf das Band auf der Brust des einen und am rechten Bein des anderen nackt. Der eine, mit der linken Hand an den Kopf erhoben und der rechten an die Brust gepresst, die Augen fast geschlossen, scheint den Qualen des Todes zu erliegen. Der andere, mit den Armen hinter dem Rücken, schaut nach oben, hoffnungslos kämpfend. Alle drei Figuren wurden zwischen 1513 und 1516 beendet.

### Rückkehr nach Florenz

#### Plan für die Fassade von San Lorenzo

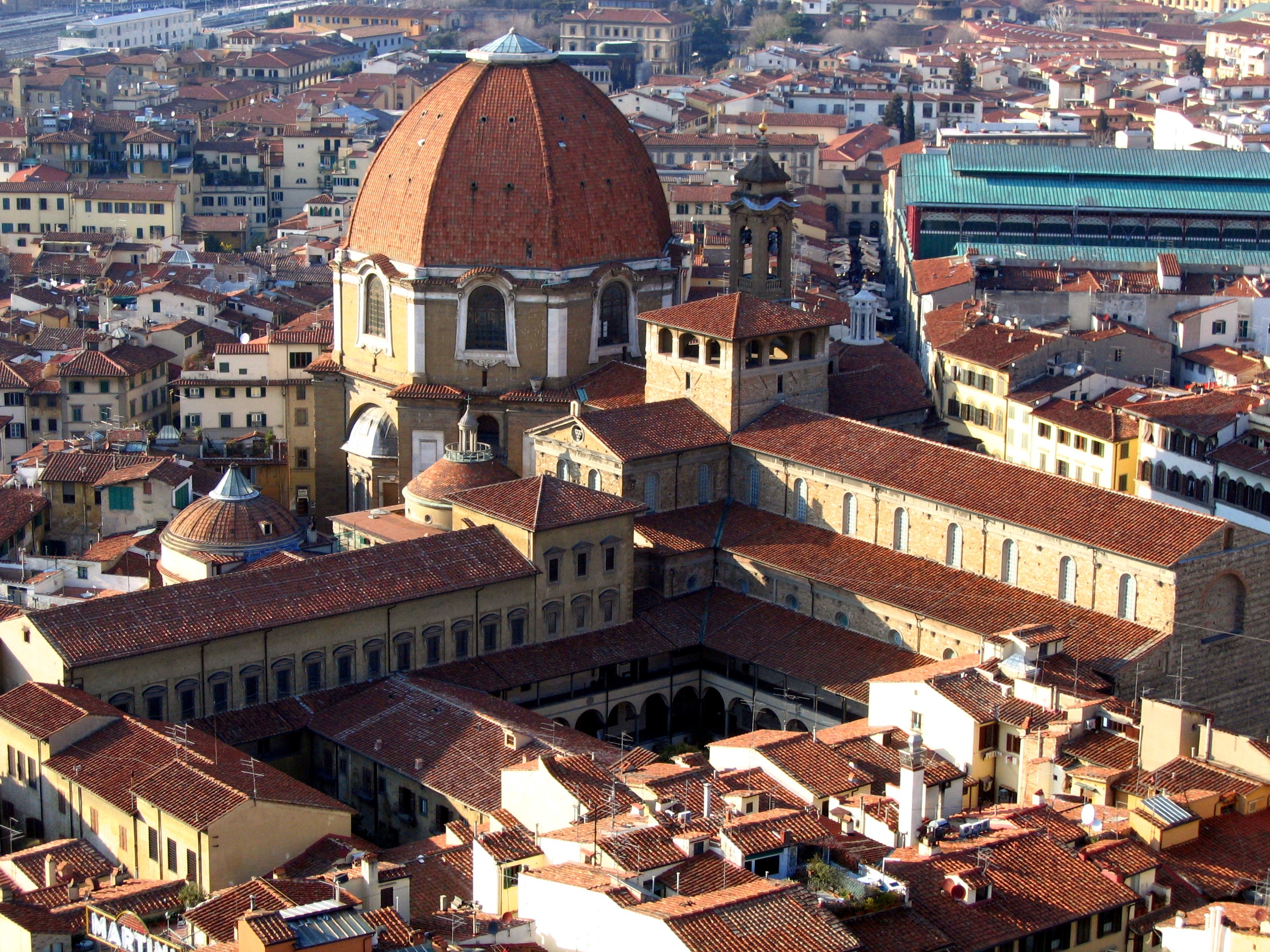
San Lorenzo in Florenz. Links die Biblioteca Laurenziana nach Plänen Michelangelos

1513 war Kardinal Giovanni de Medici unter dem Titel Leo X. Julius II. auf dem Papstthron nachgefolgt. Etwa zur selben Zeit hatten die Medici, auch durch Gewalt und Betrug, ihren Einfluss in Florenz wiederhergestellt, indem sie die freien Institutionen stürzten, die seit den Tagen Savonarolas vorgeherrscht hatten. Auf der einen Seite war diese Familie traditionell Freund und Patron Michelangelos; auf der anderen Seite war er ein patriotischer Freund der Republik Florenz. Von da an standen also seine persönlichen Sympathien und seine politische Treue in Konflikt.
Es ist oft geäußert worden, dass Kummer und Verwirrung über diesen Konflikt ihren Schatten über einen Großteil seiner Kunst geworfen haben. Zunächst einmal unterbrach er nach der Machtübernahme der Medici erneut seine Arbeit am Grabmal Julius’. Leo X. und seine Verwandten hegten einen großen neuen Plan zur Anreicherung und Verzierung der Fassade ihrer eigenen Familienkirche San Lorenzo in Florenz. Michelangelo ließ sich von der Idee mitreißen, vergaß seine andere große Aufgabe und bot seine Dienste für die neue Fassade an.
Sie wurden gerne akzeptiert, obwohl man zunächst die Arbeit Leonardo da Vinci hatte anvertrauen wollen. Julius’ Erben ihrerseits zeigten sich entgegenkommend, und das Gesuch Leos erlaubte ihnen, den drei Jahre alten Vertrag zugunsten eines anderen zu annullieren, nachdem das Ausmaß und die bildhauerischen Dekorationen des Julius-Monuments wiederum um fast die Hälfte reduziert worden waren. Michelangelo erstellte für die Fassade von San Lorenzo zügig einen Plan aus kombinierter Bildhauerei und Architektur, so großartig und ehrgeizig wie derjenige für das ursprüngliche Julius-Monument. Der Vertrag wurde im Januar 1518 unterzeichnet, und der Künstler begab sich nach Carrara, um den Bruch des Marmors zu überwachen.
Obwohl Michelangelo mit nunmehr 43 Jahren die zweite Hälfte seines Lebens bevorstand, waren seine besten Tage vorüber. Alle bisherigen Widrigkeiten waren nichts im Vergleich zu denen, die ihm noch bevorstanden. Zur Materiallieferung für die Fassade von San Lorenzo hatte er eine Firma von Steinmetzen in Carrara beauftragt, und er selbst ging anscheinend mit ihnen eine Art Partnerschaft ein.
Als alles dort unter seiner Aufsicht gut fortschritt, baten ihn die Medici und der Florentiner Magistrat aus politischen Gründen, nach neuen Steinbrüchen in Pietrasanta bei Serravalle auf Florentiner Gebiet umzuziehen. Zur Entrüstung seiner alten Lieferanten in Carrara musste Michelangelo nun seinen Arbeitsort hierhin verlegen. Die mechanischen Schwierigkeiten beim Aushub und Transport des Marmors, die Untreue und Inkompetenz seiner Mitarbeiter erzürnten ihn so sehr, dass er den ganzen Auftrag hinwarf. Die Verträge für die Fassade wurden im März 1518 annulliert, und aus dem ganzen prachtvollen Plan wurde nichts.

#### Andere Arbeiten (1518–1522)
Michelangelo kehrte nach Florenz zurück, wo zahlreiche Arbeitsvorschläge auf ihn zukamen. Der König von Frankreich wünschte etwas von seiner Hand, um es neben zwei Bildern Raffaels zu platzieren, die sich in seinem Besitz befanden. Die Behörden von Bologna wollten von ihm die Fassade ihrer Kirche St. Petronius gestaltet haben; die von Genua eine Bronzestatue ihres großen Kommandeurs Andrea Doria. Kardinal Grimani bat inständig um jegliche Gemälde oder Statuen, die er übrig habe; andere Kunstliebhaber bedrängten ihn um Kleinigkeiten wie Stiftzeichnungen oder Entwürfe.
Schließlich flehte ihn sein Freund und Anhänger Sebastiano del Piombo in Rom – immer begierig, die Fehde zwischen Michelangelo- und Raffael-Anhängern zu nähren – nach Raffaels Tod an, nach Rom zurückzukehren, um den Schülern des toten Meisters die Malarbeit zu entreißen, die noch in den Kammern des Vatikans erledigt werden musste. Michelangelo kam keiner dieser Bitten nach. Sichere Kenntnisse über seine Tätigkeit zwischen 1518 und 1522 beschränken sich auf die Grobbearbeitung weiterer vier Sklaven für das Grabmal Julius’ und die Ausführung eines Auftrags für drei römische Bürger für die Statue Der auferstandene Christus, den er schon 1514 erhalten hatte.
Die grob bearbeiteten Sklaven befanden sich lange Zeit in einer Grotta in den Boboli-Gärten, ihr heutiger Standort ist die Galleria dell’Accademia in Florenz. Der Christus, praktisch vom Meister beendet, mit den letzten Ausbesserungen durch seine Schüler, steht in der Kirche Santa Maria sopra Minerva in Rom, für die er bestimmt war; er zeigt wenig Hingebung und Erfindungsgeist, wenn auch die von Michelangelo selbst fertiggestellten Teile formal und handwerklich äußerst vollendet sind.

#### Medici-Grabmäler

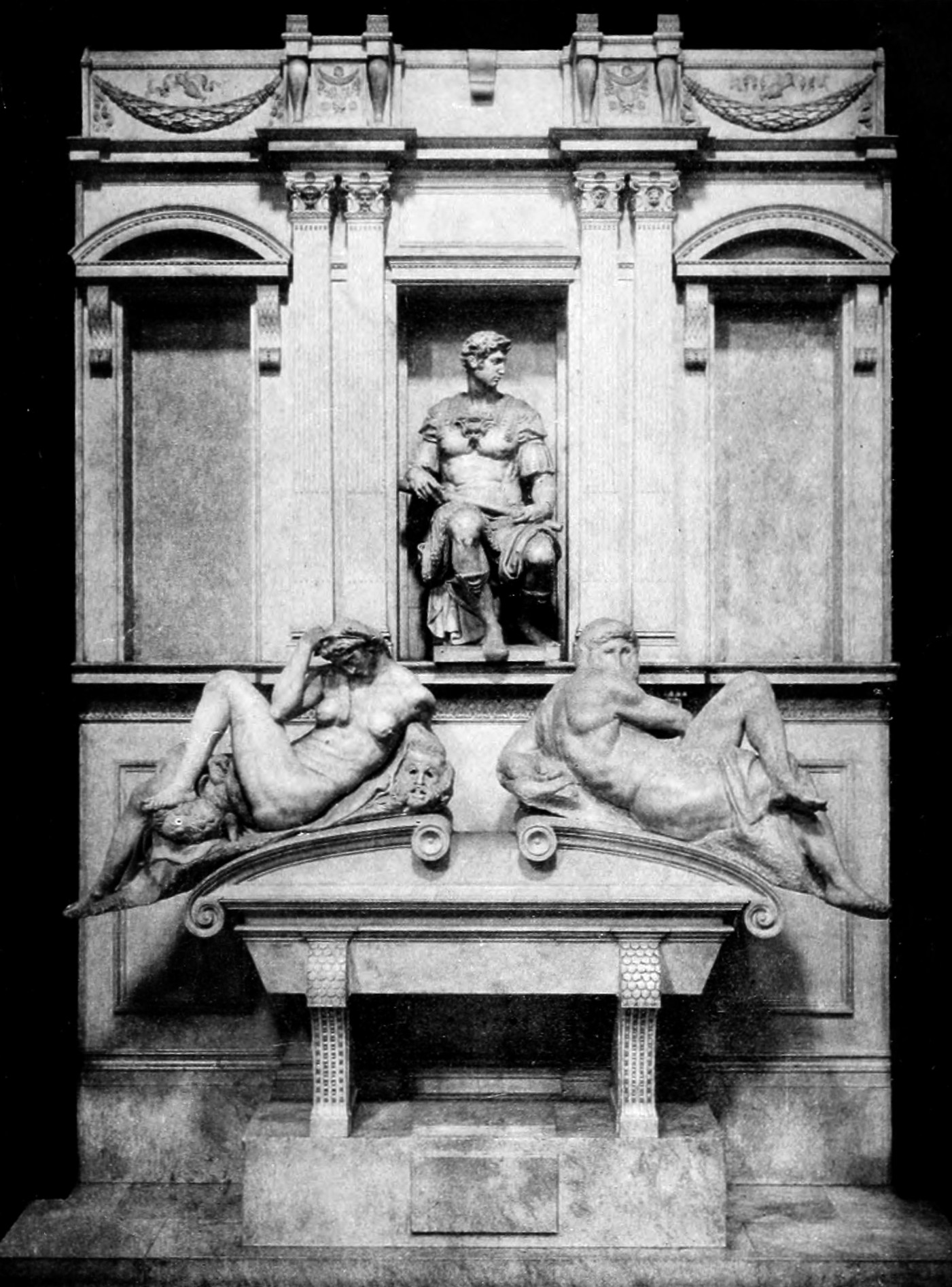
Das Grabepitaph Giuliano de Medicis

Die nächsten zwölf Jahre (1522–1534) verbrachte Michelangelo in Florenz, wieder hauptsächlich in den Diensten seiner gegensätzlichen und launischen Patrone – der Medici. Der Plan einer großen Gruppe von Monumenten für verstorbene Mitglieder dieser Familie, die in einer neuen Sakristei oder Grabkapelle in San Lorenzo aufgestellt werden sollte, wurde Michelangelo erstmals 1520 von Kardinal Giulio de Medici angetragen. Allerdings ging kein praktischer Impuls für das Werk aus, bis Giulio nach dem Tod Leos X. und dem kurzen Pontifikat des puritanischen und ikonoklastischen Hadrian VI. 1523 selbst unter dem Titel Clemens VII. Papst wurde.
Selbst dann war die Initiative nur schwankend. Zuerst schlug Clemens vor, Michelangelo einen weiteren Künstler, Andrea Sansovino, für diese Aufgabe beizuordnen. Nachdem dieser Vorschlag auf Michelangelos entschiedenen Einspruch fallengelassen worden war, lenkte Clemens den Künstler als Nächstes mit einer Bestellung für einen neuen architektonischen Entwurf ab, nämlich für die vorgeschlagene Medici- oder Laurentinische Bibliothek. Die Biblioteca Laurenziana war von Clemens VII. als vorrangiges Projekt eingestuft worden und sollte, mit 50.000 Dukaten ausgestattet, so schnell wie nur möglich erbaut werden. Die Arbeit nahm Michelangelos Zeit zwischen April 1524 und Oktober 1526 voll in Anspruch. Erst danach widmete er sich wieder der Arbeit an der Kapelle. Nach vielen Änderungen schließlich Gestalt annehmend, enthielten die Pläne für die Grabkapelle (Sagrestia Nuova) nicht wie zunächst vorgesehen Denkmäler für die Gründerväter des Hauses, Cosimo il Vecchio, Lorenzo il Magnifico oder Leo X., sondern nur für zwei jüngere Mitglieder des Hauses, die kurz zuvor gestorben waren, Giuliano, duc de Nemours, und Lorenzo, Herzog von Urbino.
Michelangelo brütete lange über verschiedenen Entwürfen für diese Arbeit und war noch mit der Ausführung beschäftigt – seine Zeit wurde teilweise auch für die Baupläne für die Medici-Bibliothek in Anspruch genommen –, als politische Revolutionen ihn unterbrachen. 1527 ereignete sich der Sacco di Roma und damit der Untergang Papst Clemens’. Die Florentiner nahmen die Gelegenheit wahr, die Medici aus der Stadt zu vertreiben und wieder eine Republik zu errichten.

#### Verteidigung von Florenz
Natürlich standen damit keine Geldmittel mehr für die Arbeiten in San Lorenzo zur Verfügung, und Michelangelo beschäftigte sich auf Einladung der neuen Signoria eine Weile mit einer Gruppe aus Herkules und Cacus und einer weiteren aus Samson und den Philistern – letztere aus einem Marmorklotz zu hauen, der schon für einen anderen Zweck von Baccio Bandinelli bearbeitet worden war.
Bald darauf wurde er aber gerufen, um die Stadt selbst vor Gefahr zu schützen. Clemens und sein Feind Karl V. hatten sich versöhnt und waren nun beide erpicht, Florenz wieder unter die Herrschaft der Medici zu bringen. Hinsichtlich der bevorstehenden Belagerung wurde Michelangelo zum leitenden Techniker für die Befestigungen berufen. Er verbrachte den Frühsommer 1529 mit der Verstärkung der Verteidigungsanlagen von San Miniato; von Juli bis September war er auf einer diplomatischen Mission in Ferrara und Venedig.
Nachdem er Mitte September zurückgekehrt war, erwies sich die florentinische Sache wegen internen Verrats und der überwältigenden Stärke der Feinde als aussichtslos. Nach einem Anfall von Melancholie reiste er plötzlich nach Venedig ab, wo er für eine Weile blieb und wegen eines zukünftigen Wohnsitzes in Frankreich verhandelte. Noch während der Belagerung kehrte er nach Florenz zurück, aber am letzten Todeskampf um die Freiheit der Stadt hatte er keinen Anteil mehr.
Als sich die Stadt 1530 ihren Eroberern unterwarf, wurde den meisten, die an ihrer Verteidigung mitgewirkt hatten, keine Gnade zuteil. Michelangelo glaubte sich mit den anderen in Gefahr, aber auf Intervention Baccio Valoris wurde er sogleich von Papst Clemens wieder angestellt. In den nächsten vier Jahren setzte er zeitweise seine Arbeit an den Medici-Monumenten – ab 1532 mit der Unterstützung Giovanni Angelo Montorsolis und anderen Schülern – und dem Bau der Laurentinischen Bibliothek fort.

#### Fertigstellung der Medici-Grabmäler
1531 erkrankte Michelangelo schwer; 1532 hatte er einen längeren Aufenthalt in Rom und ging einen weiteren Vertrag für die Vollendung des Julius-Monuments ein, das jetzt noch mehr reduziert wurde und statt in St. Peter in der Kirche San Pietro in Vincoli platziert werden sollte. Im Herbst 1534 verließ er endgültig Florenz. Die anstehenden Arbeiten in der Medici-Kapelle wurden von Schülern beendet, und die Kapelle wurde erst 1545 zur Betrachtung geöffnet.
Die Statuen für das Medici-Monument zählen neben Moses und den Sklaven zu den besten Werken aus Michelangelos mittlerer Periode der Bildhauerei. Sie bestehen aus einer Madonna mit Kind und zwei monumentalen Gruppen, beide mit einer sitzenden Porträt-Statue in einer Nische und zwei emblematischen Figuren, die an jeder Seite oberhalb eines Sarkophags lehnen. Die unvollendete Madonna mit Kind verbindet ein realistisches, natürlich lebhaftes Motiv mit gelehrt komplexem Design und majestätischer Wirkung. Sie wurde schließlich – entgegen der anfänglichen Absicht des Künstlers – an einer leeren Wand der Kapelle aufgestellt und von Statuen der Heiligen Cosmo und Damian, Werken von Schülern, in großem Abstand flankiert.
Die Porträts sind nicht realistisch, sondern typisch behandelt. Lorenzo scheint schlaues Grübeln und konzentrierte innere Überlegung zu versinnbildlichen, Giuliano Wachsamkeit und selbstsichere praktische Umschau unmittelbar vor einer Handlung. Diesem Kontrast zwischen meditativem und aktivem Charakter entspricht der Kontrast zwischen den emblematischen Gruppen, die die Porträts begleiten. Zu den Füßen des Herzogs Giuliano lehnen Nacht und Tag, erstere weiblich, letzterer männlich personifiziert. Die Nacht versinkt in einer Haltung tiefen, unruhigen Schlummerns; der Tag, mit Kopf und Gesicht aus dem Marmor herausgestemmt, erwacht voll Zorn und Unruhe.
Ebenso grandios, aber weniger stark, sind die Haltungen der beiden korrespondierenden Figuren, die zwischen Schlafen und Wachen am Sarkophag des nachdenklichen Lorenzo lehnen. Von diesen ist die männliche Figur als Abend bekannt, die weibliche als Morgen (Crepuscolo und Aurora). Michelangelos ursprüngliche Vorstellung, die teilweise auf antiken Vorbildern in Giebel- und Sarkophaggruppen basierte, verband Erde und Himmel mit Nacht und Tag auf dem Monument Giulianos, und andere, zweifellos entsprechende Figuren, mit Morgen und Abend auf dem Monument Lorenzos. Diese Figuren fielen später aus dem Plan heraus, und die für sie vorgesehenen Winkel blieben leer.
Nach seinen eigenen Aufzeichnungen wollte Michelangelo darstellen, wie die Elemente und Mächte von Erde und Himmel den Tod der Fürsten beklagen. Auf der breiten Basis am Fuß der Monumente sollten Flussgötter liegen. Sie wurden nie vollendet, aber ein Bronzeabdruck eines von ihnen sowie der Torso eines großen Modells sind identifiziert worden und im Nationalmuseum bzw. in der Akademie in Florenz zu sehen.

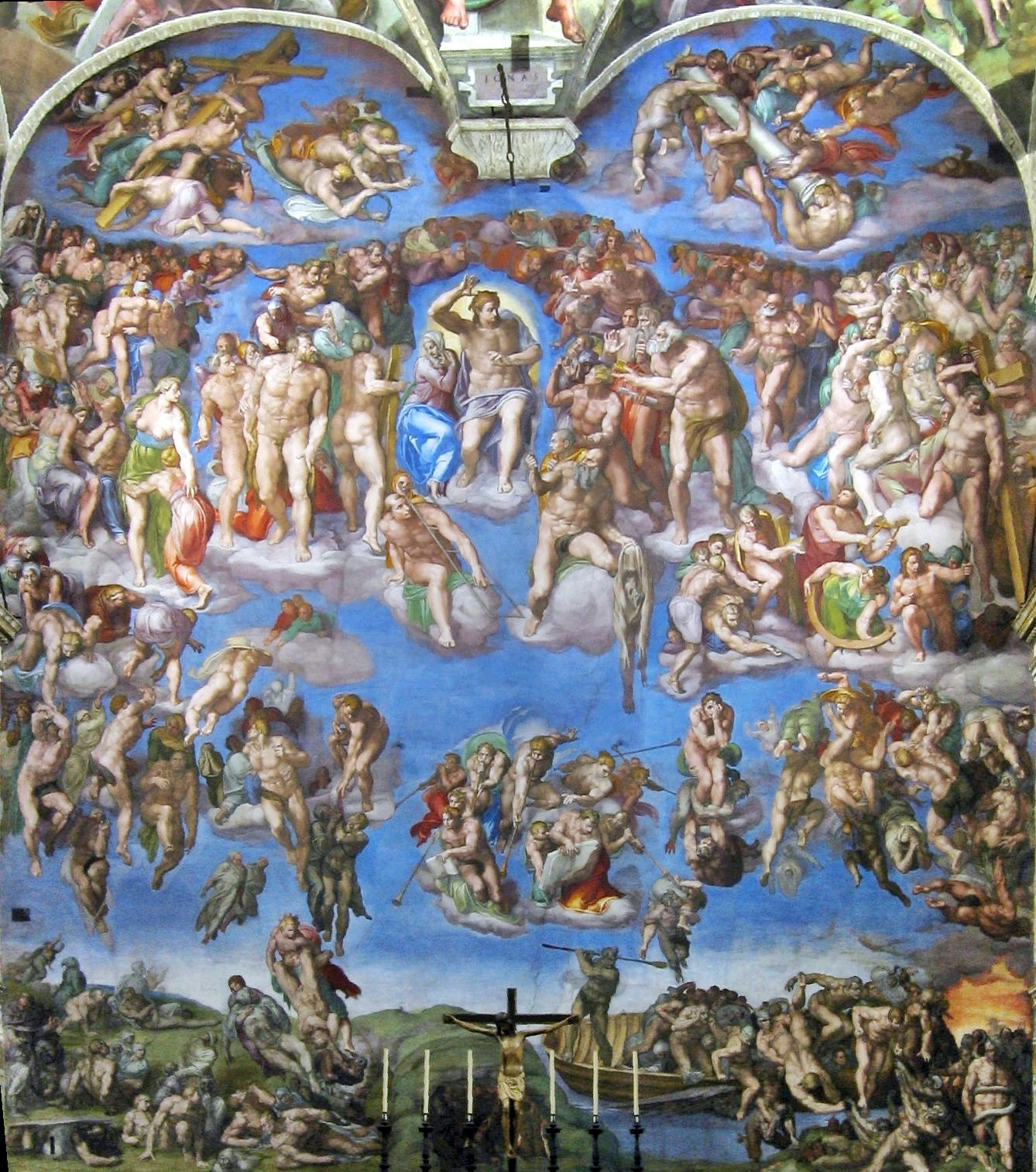
Das Jüngste Gericht in der Sixtinischen Kapelle

### Rom (1534–1541)

#### Sixtinische Kapelle – Jüngstes Gericht

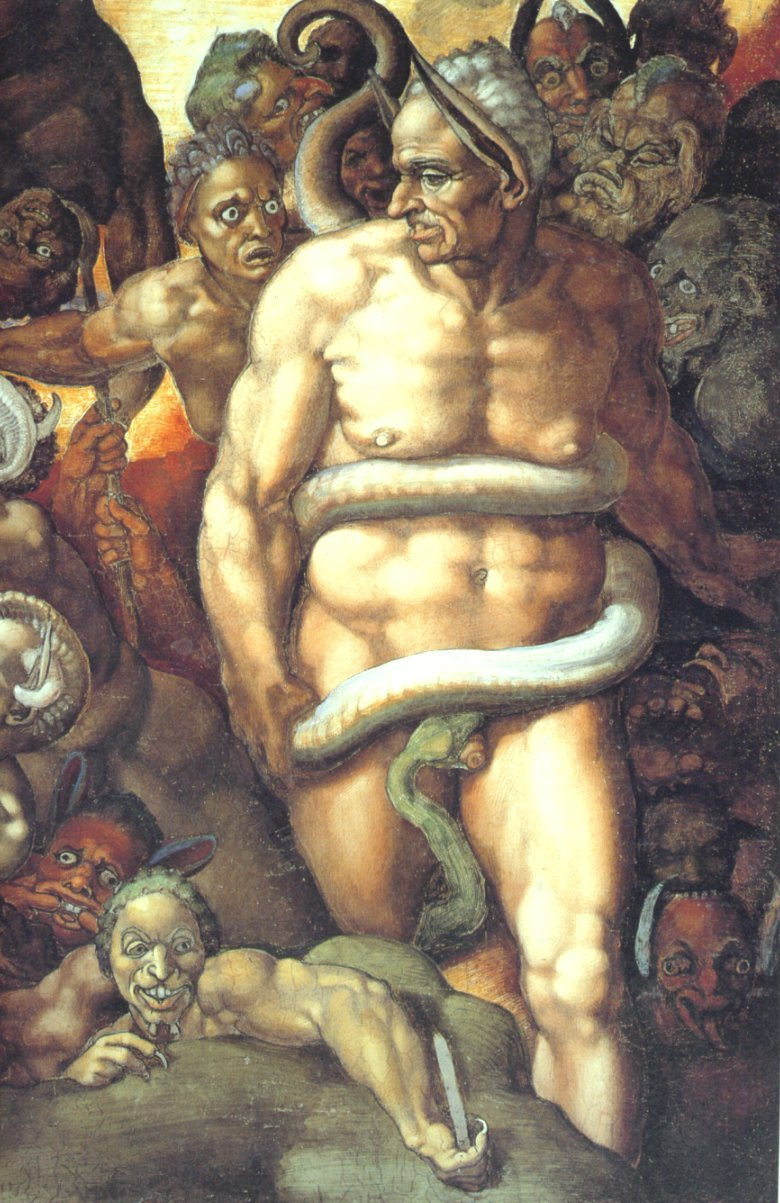
Minos wird von einer Schlange gebissen

Michelangelo hatte beabsichtigt, entsprechend dem neuen Vertrag von 1532 all seine Kräfte der Fertigstellung des Julianischen Monuments zu widmen, sobald er die Medici-Grabmäler beendet haben würde. Aber seine Absicht wurde wiederum enttäuscht. Papst Clemens bestand darauf, dass er seine Dekorationen der Sixtinischen Kapelle vervollständigen müsse, indem er die große Frontwand über dem Altar neu bemale, die bis dahin mit Fresken von Perugino ausgeschmückt war. Das gewählte Thema war das Jüngste Gericht, und Michelangelo begann Entwürfe vorzubereiten. Im Herbst 1534, mit 60 Jahren, ließ er sich für den Rest seines Lebens in Rom nieder. Unmittelbar darauf starb Clemens. Sein Nachfolger im Papstamt war Paul III. aus dem Haus der Farnese.
Mehr noch als sein Vorgänger beanspruchte Paul III. Michelangelo für sich und zwang ihn, alle anderen Engagements aufzuschieben. In den folgenden sieben Jahren war Michelangelos Zeit im Wesentlichen mit der Malerei des Jüngsten Gerichts ausgefüllt. Anders als bei den Deckenfresken verwendete Michelangelo darin beinahe verschwenderisch blaue Farbe, die zur damaligen Zeit aus zerriebenem Lapislazuli bestand und entsprechend teuer war. Das lag unter anderem daran, dass dieses Werk der Papst persönlich in Auftrag gegeben hat, und ihm damit ein erheblich höheres Budget für das Wandgemälde zur Verfügung stand. Heute gilt es, gemessen am Wert der Materialien, als eines der teuersten Gemälde der Welt. Da es Michelangelo nicht gestattet war, seine Fresken zu signieren, wandte er einen Trick an, um sich dennoch darin zu verewigen. Die Haut, die Bartholomäus in seiner linken Hand hält, zeigt Michelangelos Konterfei. Als dieses 1541 vollendet war, musste er anschließend zwei weitere große Fresken in einer neuen Kapelle, die der Papst im Vatikan hatte bauen lassen, und die nach ihm Cappella Paolina genannt wurde, übernehmen. Die Sujets dieser Fresken waren die Konversion des Paulus und das Martyrium des Petrus.
Das Fresko des Jüngsten Gerichts in der Sixtinischen Kapelle ist eines der berühmtesten Einzelbilder der Welt. Darin hat Michelangelo alle geistigen Erfahrungen als Künstler zum Ausdruck gebracht. Im Zentrum des Bildes steht der Weltrichter. Die göttliche Gerechtigkeit scheidet unerbittlich die Guten von den Verdammten. In den Lünetten am oberen Rand des Bildes sieht man die Attribute Christi: Kreuz, Säule und Dornenkrone, die Passionssymbole. Auf der linken Seite des Bildes sieht man, wie ein Begleiter Johannes den Täufer am rechten Arm ergreift, um ihn auf die beiden Frauen zu seiner Rechten hinzuweisen. Es handelt sich um Herodias, die ihre Tochter Salome um Verzeihung bittet. Pavel Florenskij weist auf die besondere „Raumordnung im ‚Letzten Gericht‘“ Michelangelos hin und schreibt weiter:

„Das Fresko zeigt eine gewisse Neigung. (Je höher ein Punkt auf einem Bild ist, desto entfernter ist der Punkt der Darstellung vom Auge des Betrachters. Der Beschaffenheit des Auges nach, müßte es dieselben, Kraft perspektivischer Verkürzungen der Figuren, immer kleiner werdend sehen. Das erkennt man bekannter Weise daran, daß die unteren Figuren die höheren verstellen.) Doch was ihre Größe betrifft, so nimmt auf diesem Fresko bei zunehmender Höhe auch die Größe der Figuren zu, d. h. mit wachsender Entfernung vom Betrachter! Das aber sind Eigenschaften des geistigen Raumes. Je entfernter etwas ist, desto größer und je näher sich in ihm etwas befindet, desto kleiner ist es. Es handelt sich hierbei um die sog. umgekehrte Perspektive. Betrachten wir dieses Fresko, so beginnen wir unsere vollständige Unvergleichbarkeit mit ihrem Raum zu fühlen. Wir werden von diesem Raum nicht angezogen. Und im Gegenteil: er stößt uns ab, wie ein Quecksilbermeer unseren Körper abstoßen würde. Wenn wir diesen auch zu betrachten vermögen, so ist er uns, die wir mit Kant und Euklid denken, transzendent. Obwohl Michelangelo im Barock lebte, gehörte er weder in die vergangene, noch in die zukünftige Epoche. Er war deren Zeitgenosse und er war es zugleich nicht.“

### Rom (1542–1564)

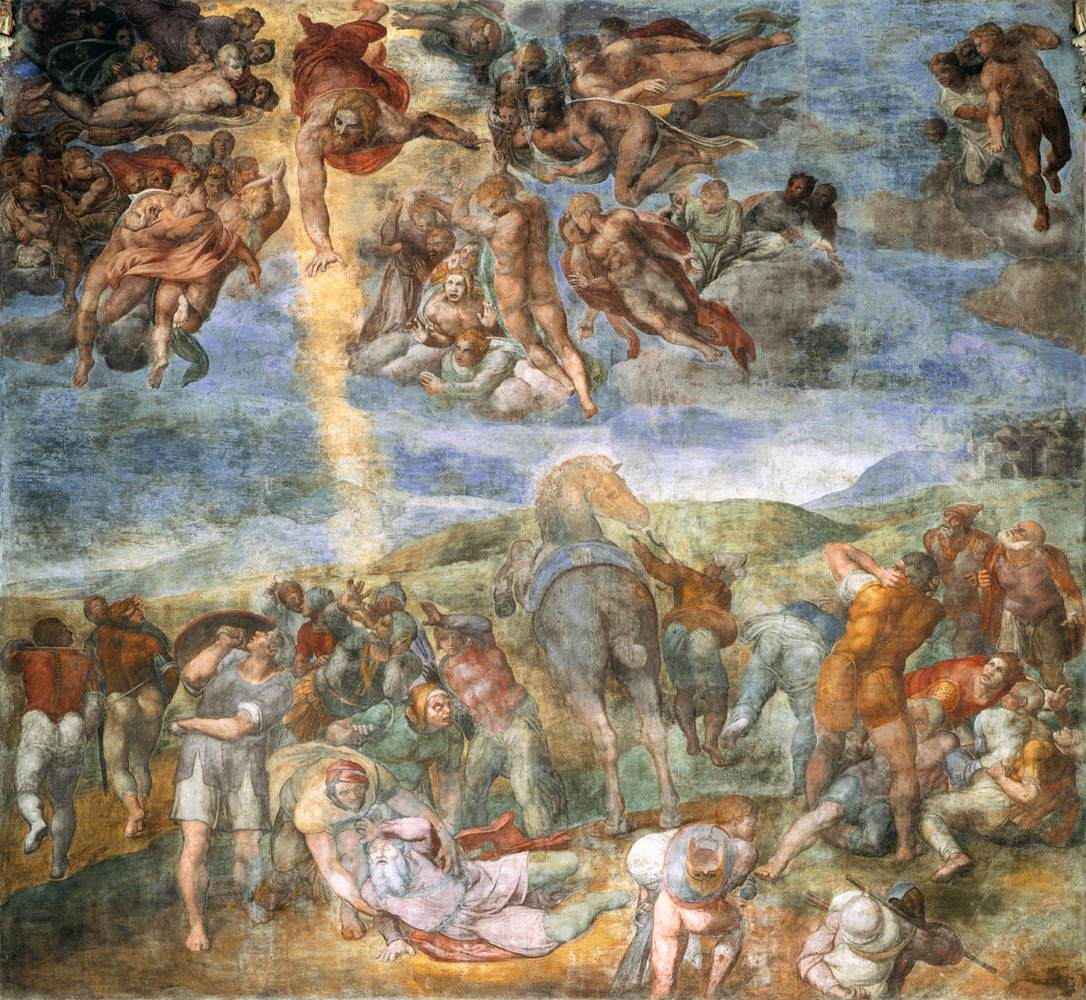
Die Bekehrung des Saulus

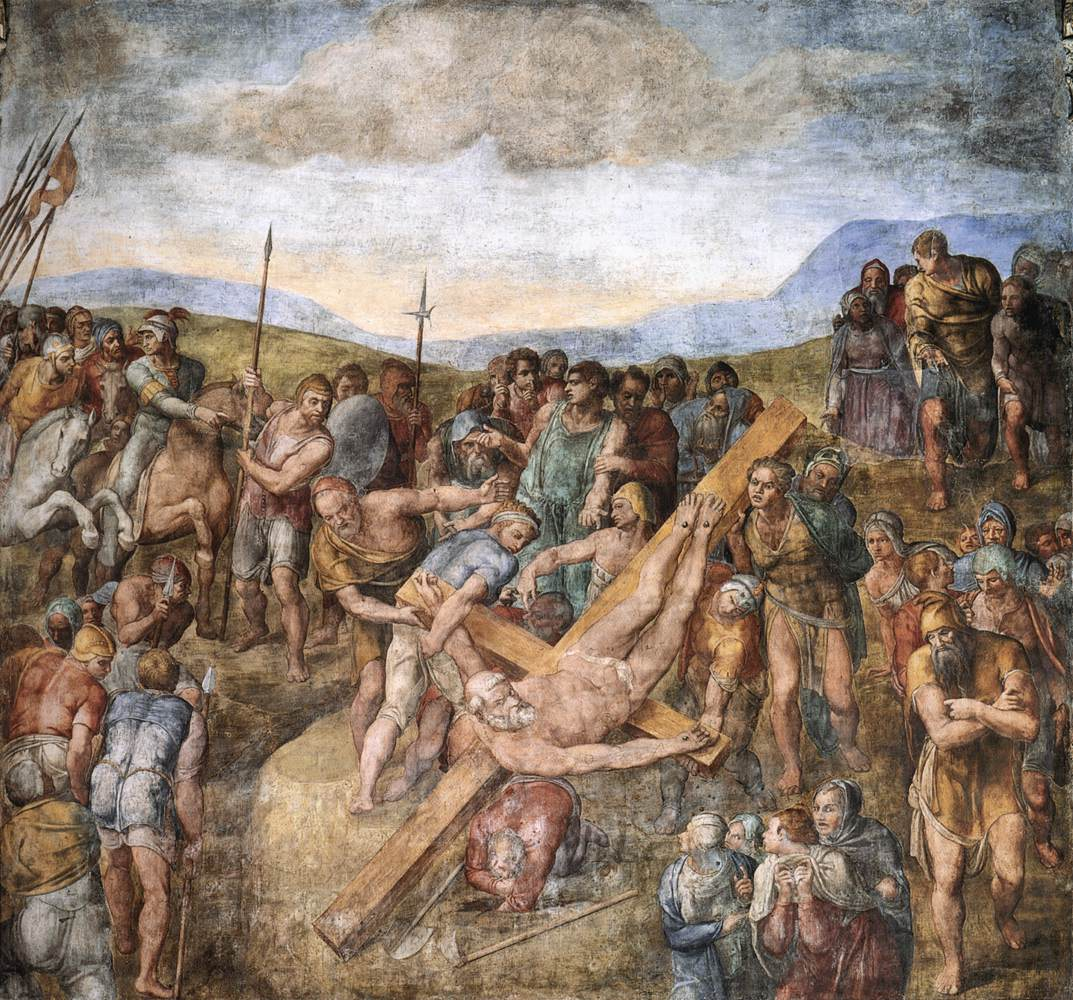
Die Kreuzigung Petri

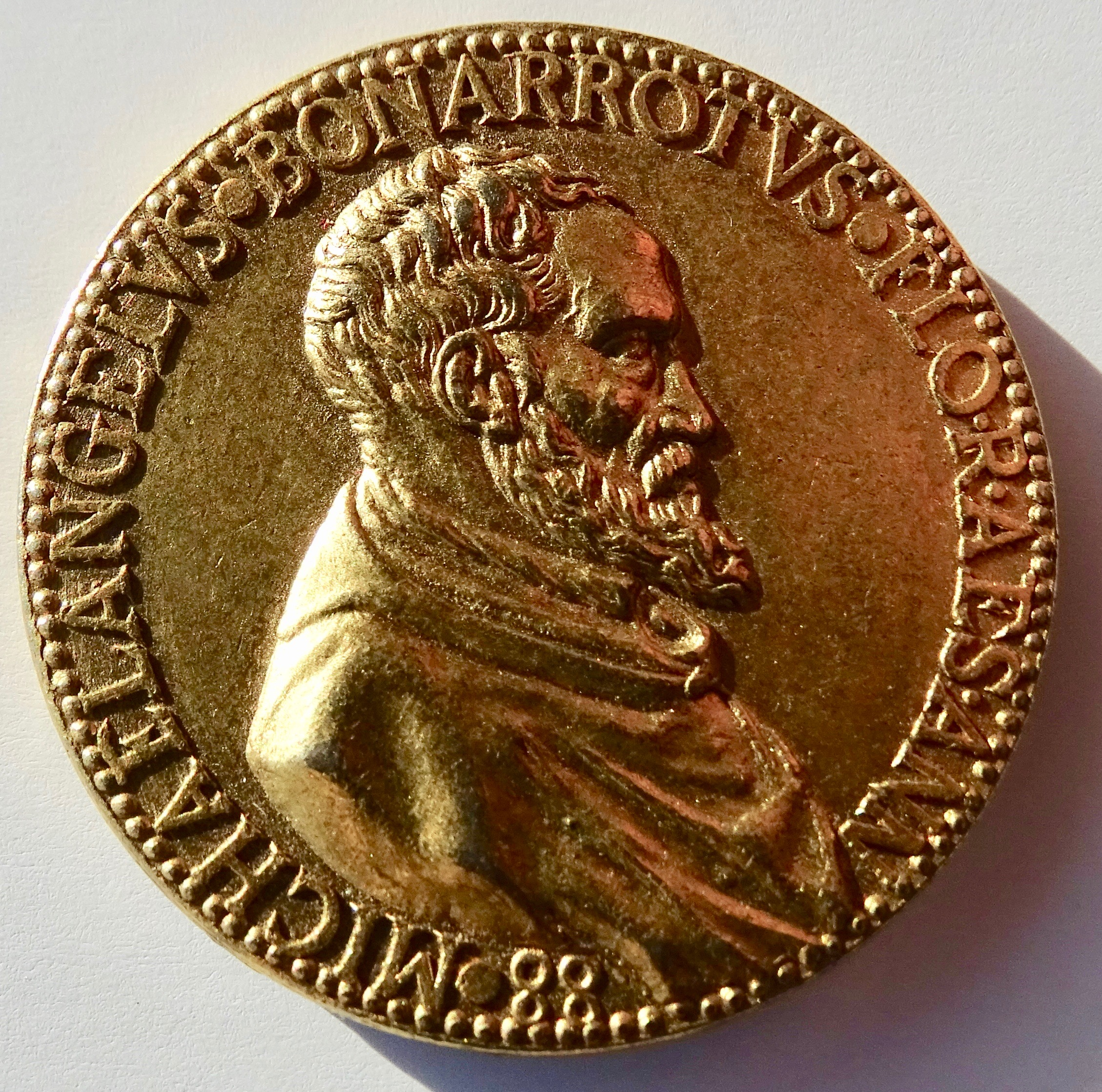
Undatierte Medaille (1563) von Leone Leoni auf Michelangelos 88. Geburtstag (Vorderseite).

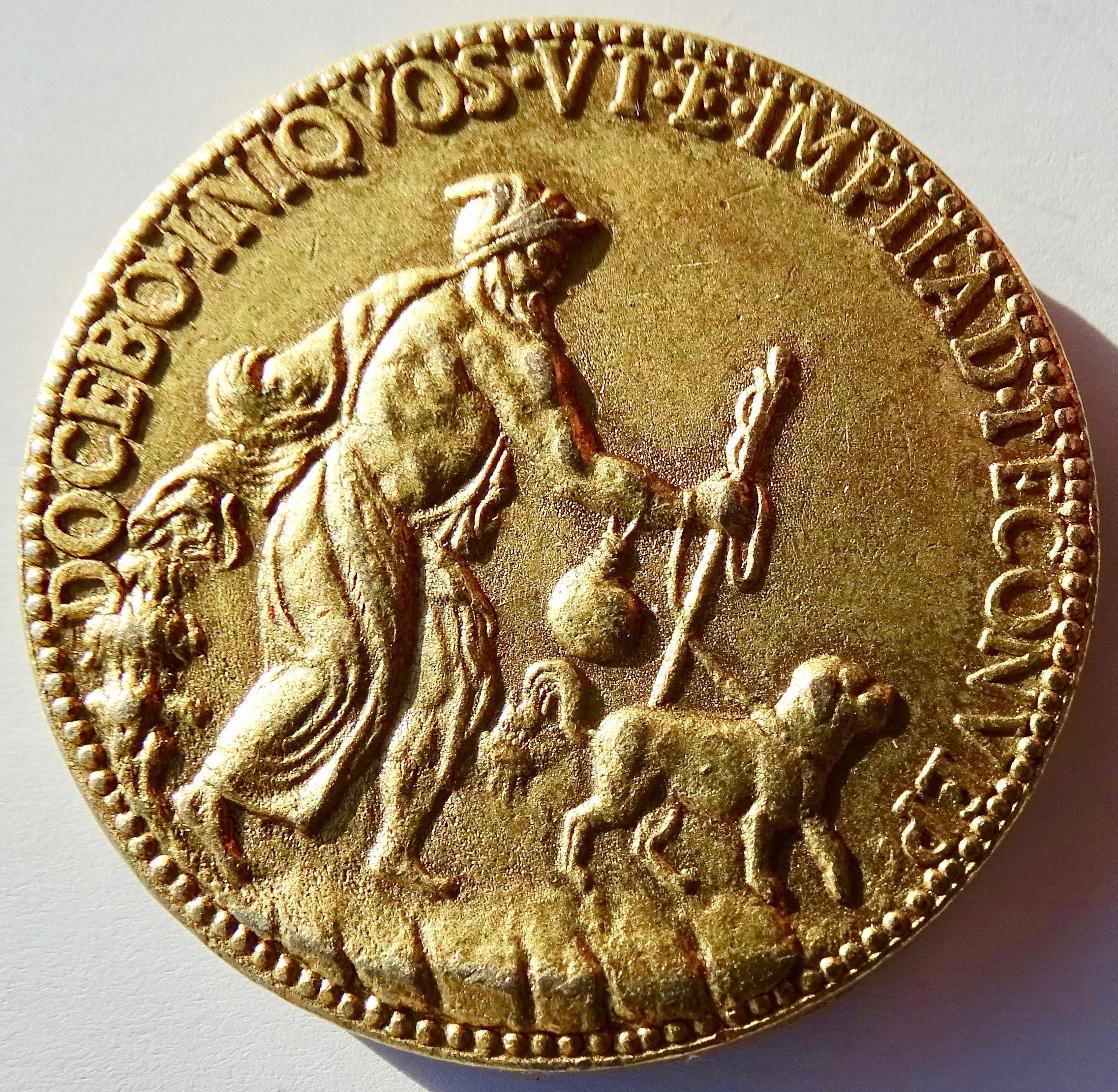
Die Rückseite der Medaille zu Michelangelos 88. Geburtstag.

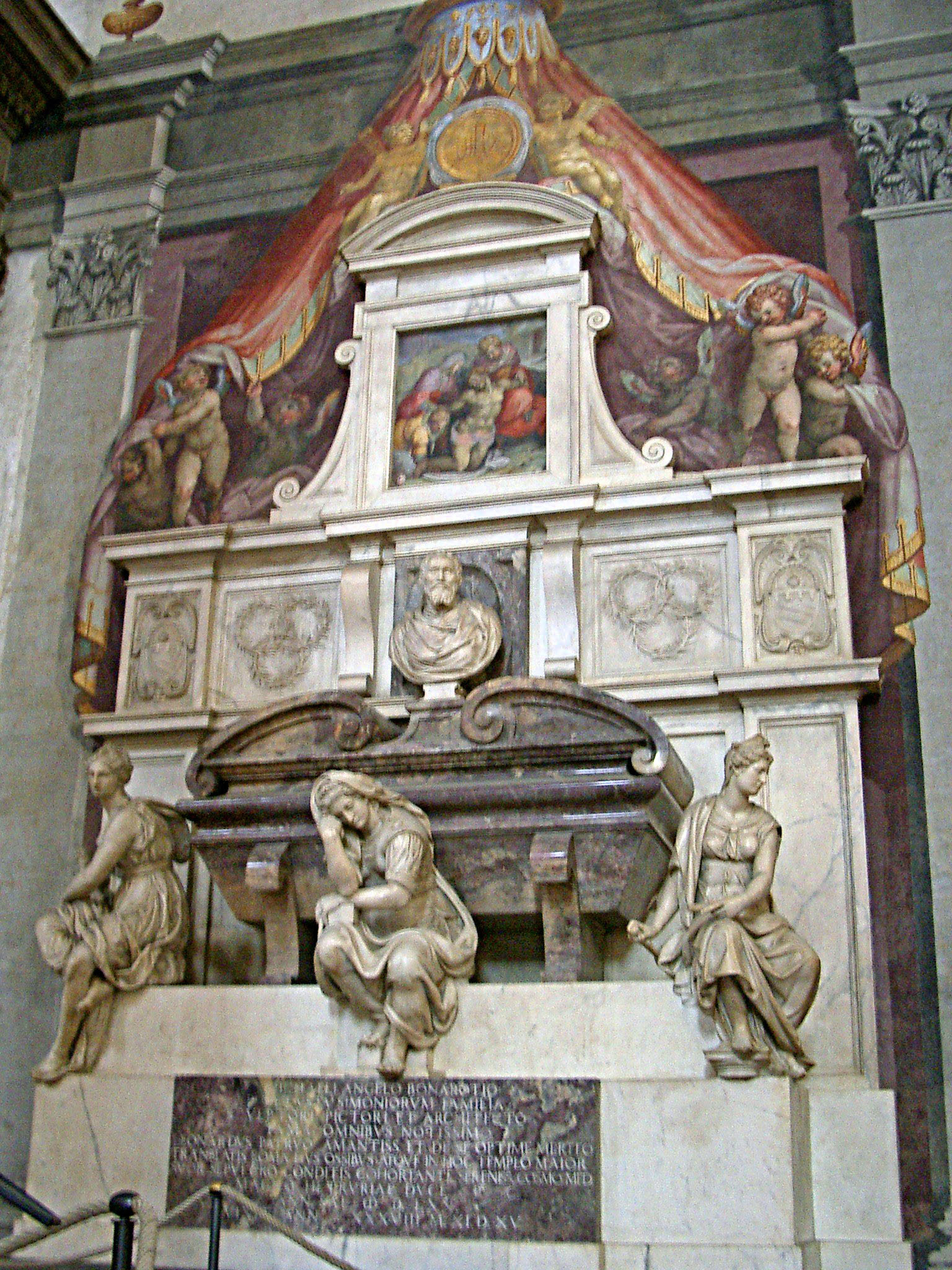
Grabstätte Michelangelos

Nach der Vollendung des Weltgerichtes forderte Papst Paul III. von Michelangelo, seine Privatkapelle, die Cappella Paolina, mit Fresken zu schmücken. In den beiden Fresken erreichte Michelangelo nochmals einen geistigen Höhepunkt. In Symbolen stellt der Künstler das Schicksal des einzelnen Menschen dar, denn die Bekehrung des Saulus und die Kreuzigung Petri sind innere Selbstbildnisse und sollen die planlos herumirrenden Zuschauer erschrecken und zum Erkennen anregen. Von sich sagte Michelangelo, dass die Freskenmalerei keine Sache für alte Leute sei, daher er nicht mehr die Kraft in sich fühle, die eine solche Liebe wie die Malerei beanspruche.
In den unvollendeten Skulpturen ist an die Stelle des Bildwerkes ein Zeichen getreten, das sich der Deutung durch das Wort entzieht.
Kunst, die ent-hüllt oder als Schönheit wieder ver-hüllt, die Wahrheit wieder verschleiert, ist ein bewusstes und gewolltes Nachvollziehen des Schöpfungszyklus.
1547 übernahm Michelangelo die Bauleitung am immer noch fragmentarischen neuen Petersdom. Unter Rückbezug auf die Pläne seines Vor-Vorgängers Donato Bramante entwarf er auch die Rippenkuppel inmitten eines Zentralbaues, die jedoch erst nach seinem Tod in veränderter Form von Giacomo della Porta ausgeführt wurde.
Michelangelo blieb unverheiratet. Seinem Schüler Tommaso dei Cavalieri, den er 1532 kennenlernte, widmete er Gedichte, Liebesbriefe und Zeichnungen. Die beiden Männer standen sich zeitlebens nahe, und als Michelangelo im Alter von 88 Jahren in Rom starb, war Tommaso de' Cavalieri an seinem Bett. Er wurde zunächst in der Kirche Santi XII Apostoli in Rom beigesetzt und dann in die Kirche Santa Croce in Florenz überführt.

## Werk

### Auffassung
Michelangelo sah sich in erster Linie als Bildhauer, nicht als Maler, Architekt oder Dichter, obwohl er auf allen diesen Gebieten Bedeutendes und Wegweisendes leistete. Doch die Skulptur stellte er über alle anderen Kunstformen, was viele seiner Briefe belegen, die noch dazu meist mit „Michelangiolo, scultore“ („Michelangelo, Bildhauer“) unterzeichnet sind.
Seinen platonischen Auffassungen entsprechend basierte Michelangelos künstlerisches Schaffen auf der Vorstellung, dass der Geist als höchstes Prinzip die Idee enthält, die allem sinnlichen Erfahren übergeordnet ist.
So sah er schon im rohen Marmorblock das Kunstwerk vorgeformt, es schlummerte als Idee bereits im Stein und musste nur noch aus ihm „befreit“ werden.
Er betrachtete den Stein zudem als etwas, dem Seele zu verleihen war. Die Auseinandersetzung mit Beschaffenheit und Form des Materials war für ihn dabei von großer Bedeutung. Die Wahl des Blocks stellte für Michelangelo bereits einen wichtigen Aspekt seiner künstlerischen Arbeit dar, verbrachte er doch immer wieder etliche Wochen, teilweise gar Monate, in den Steinbrüchen.
Die Grundidee entstand mit Hilfe von ausschließlich nach dem Modell entstandenen Zeichnungen. Machte er sich dann an den Block, bearbeitete er in der Regel alle Partien der Figur gleichzeitig, um die Gesamtheit im Auge zu behalten. Seitenansichten wurden nicht getrennt entwickelt, sie ergaben sich aus dem Fortschreiten des Werkes. Lediglich der Rückenansicht und dem Gesicht widmete er sich oftmals als letztes. Er ging bei der Bearbeitung der Oberflächen stufenweise vor. So standen bei seinen zahlreichen unvollendeten Arbeiten, die uns Einblick in seine Vorgehensweise gewähren, perfekt ausgearbeitete und polierte neben halb und grob gehauenen Partien.
Ein besonderer Aspekt in Michelangelos Schaffen und gleichzeitig ein Ausdruck seines Respekts vor dem Material zeigt seine Gestaltung und Behandlung der Sockel seiner Skulpturen. In frühen Werken, wie dem Bacchus, der Pietà der Peterskirche, dem David oder dem Christus ist noch eine gewisse realistische Nachahmung der Natur erkennbar.
Später, etwa bei Moses, Rachel, Lea, Sieger und den Sklaven des Louvre ist die Form der Sockel einem geometrischen Prinzip unterworfen, das sich allerdings durch ein Fehlen von konsequenter Strenge auszeichnet. Diese Sockel sind von zahlreichen, subtilen Unregelmäßigkeiten und Asymmetrien belebt und erlangen so eine künstlerische Aussage. Sie stehen gleichwertig neben der eigentlichen Darstellung, wobei eine größere Harmonie durch Betonung der Ganzheit erreicht wird.

### Das Problem des Non-finito bei Michelangelo
Michelangelo entwickelte im Laufe seines Lebens eine große Anzahl an Plänen zu Werken und Projekten von teilweise gigantischen Ausmaßen. Nur ein Bruchteil dessen, was sein Geist hervorbrachte, wurde letztlich ausgeführt.
Die Gründe dafür werden sehr konträr diskutiert. Von einfachen Erklärungen, wie Zeitmangel oder Interesseverlust, bis zu philosophischen und psychologischen Interpretationen sind in der Literatur zu dieser Problematik mannigfaltige Ansätze zu finden.
Das markanteste Beispiel für die rudimentäre Realisierung eines großangelegten Projekts ist die geistige und künstlerische Arbeit am Grabmal des Papstes Julius II. Über 40 Jahre beschäftigte sich Michelangelo mit diesem seinem ehrgeizigsten Vorhaben, das er selbst als „seine Tragödie“ bezeichnete. Vom ursprünglichen Entwurf eines freistehenden Monuments mit mehr als 40 Figuren blieben nach vielerlei Beschneidungen und Revisionen, bedingt durch zahlreiche äußere Einflüsse, die vergleichsweise bescheidene Lösung eines Wandgrabs mit lediglich drei selbstausgeführten Figuren (Moses, Rahel und Lea) sowie einige einzelne Skulpturen, die keine Verwendung im Ensemble finden (sechs Sklaven, Sieger).
Das Unvollendete reflektiert sich in einem großen Teil von Michelangelos bildhauerischer Arbeit. Immerhin wird im Allgemeinen davon ausgegangen, dass das „non-finito“ bei Michelangelo kein von vornherein feststehendes Prinzip war, wie etwa fast 400 Jahre später bei Rodin, der sich zweifellos von der Vorstellung des Unvollendeten in Michelangelos Skulpturen inspirieren ließ und diesen Effekt kalkuliert in sein eigenes Werk integrierte, um besonders ausgearbeiteten Partien mehr Nachdruck zu verleihen.
Es wird allerdings die Ansicht vertreten, dass das Nichtzuendeführen mancher Figuren das Ergebnis wohlerwogener ästhetischer Entscheidungen während des Arbeitsprozesses gewesen sei.
Einige Autoren sind der Meinung, dass der „Perfektionist“ Michelangelo mit der Realisierung seiner „Idee“ in Form einer gänzlich ausgearbeiteten Figur immer unzufrieden gewesen wäre und lieber die Unzulänglichkeit einer gewissen Offenheit in Kauf nahm, als das Risiko einzugehen, durch völlige Festlegung den Kern nicht in absoluter Weise zu treffen. Ähnliche Mutmaßungen schreiben Michelangelo etwa diese Haltung zu: „Ganz perfekt geht es sowieso nicht, also ist eine Weiterführung nicht sinnvoll.“ Insgesamt ist es schwer zu entscheiden, bei welchen der unvollendeten Skulpturen solche Überlegungen eine Rolle gespielt haben mögen.
Betrachtet man die in unterschiedlichen Stadien belassenen Köpfe der Abendröte und des Tages in der Gesamtheit der anderen, weitestgehend ausgefeilten Figuren der Medici-Gräber, stellt sich die Frage, ob hier wirklich ein bewusster Abbruch der Arbeit aus künstlerischen Überlegungen heraus stattfand, oder ob die geplante Vollendung wegen äußerer Umstände unterblieb.
An der Pietà Rondanini arbeitete Michelangelo bis zu seinem Tod und konnte sie nicht fertigstellen. Hier ist ersichtlich, dass der Künstler während des Schaffens eine völlige Umgestaltung vornahm und sogar Teile der Skulptur wieder zerstörte. Ob dies geschah, um eine ursprüngliche Idee durch eine neue zu ersetzen, oder ob der Meister sich schlicht „verhauen“ hat, bleibt offen.
Genauso unerklärt und Spekulationen unterworfen ist die Frage, ob die vier unvollendeten Sklaven nicht perfekter hätten gestaltet werden können oder ob sie einfach liegenblieben, weil sie nicht mehr in das beschnittene Programm des letztlich ausgeführten Julius-Grabmals passten.

## Werke (Auswahl)

### Gemälde
| Bild | Titel                                               | Wann entstanden   | Größe, Material                     | Ausstellung/Sammlung/Besitzer  |
| ---- | --------------------------------------------------- | ----------------- | ----------------------------------- | ------------------------------ |
|      | Die Versuchung des Heiligen Antonius                | 1487 oder 1488    | 47 × 35 cm, Öl und Tempera auf Holz | Kimbell Art Museum, Fort Worth |
|      | Die heilige Familie mit Johannesknaben (Tondo Doni) | 1503/04 oder 1507 | 91 × 80 cm, Tempera auf Holz        | Galleria degli Uffizi, Florenz |
|      | Sixtinische Decke                                   | 1508–1512         | 40,5 × 13,2 m, Fresko               | Sixtinische Kapelle, Rom       |
|      | Das Jüngste Gericht                                 | 1536–1541         | 17 × 15,5 m, Fresko                 | Sixtinische Kapelle, Rom       |
|      | Bekehrung des Saulus                                | 1542–1545         | 625 × 661 cm, Fresko                | Cappella Paolina, Rom          |
|      | Kreuzigung Petri                                    | 1546–1550         | 625 × 662 cm, Fresko                | Cappella Paolina, Rom          |

### Skulptur
| Bild | Titel                                              | Wann entstanden           | Größe, Material                    | Ausstellung/Sammlung/Besitzer                       |
| ---- | -------------------------------------------------- | ------------------------- | ---------------------------------- | --------------------------------------------------- |
|      | Madonna an der Treppe                              | 1489–1492                 | 57,1 × 40,5 cm, Marmor             | Casa Buonarroti, Florenz                            |
|      | Kentaurenschlacht                                  | 1492                      | 80 × 90,5 cm, Marmor               | Casa Buonarroti, Florenz                            |
|      | Kruzifix                                           | um 1492/93                | 139 × 135 cm, Holz, farbig gefasst | S. Spirito, Florenz                                 |
|      | Heiliger Petronius                                 | 1494/95                   | 64 cm hoch, Marmor                 | Arca di San Domenico, Basilika S. Domenico, Bologna |
|      | Heiliger Prokulus                                  | 1494/95                   | 58,5 cm hoch, Marmor               | Arca di San Domenico, Basilika S. Domenico, Bologna |
|      | Kniender Engel (Leuchterengel)                     | 1494/95                   | 51,5 cm hoch, Marmor               | Arca di San Domenico, Basilika S. Domenico, Bologna |
|      | Bacchus                                            | 1496/97                   | 203 cm hoch, Marmor                | Museo Nazionale del Bargello, Florenz               |
|      | Pietà                                              | 1498/99                   | 174 cm hoch, Marmor                | Basilika St. Peter, Rom                             |
|      | Heiliger Paulus                                    | 1501–1504                 | 127 cm hoch, Marmor                | Piccolomini-Altar, Dom, Siena                       |
|      | Heiliger Petrus                                    | 1501–1504                 | 124 cm hoch, Marmor                | Piccolomini-Altar, Dom, Siena                       |
|      | Heiliger Pius                                      | 1501–1504                 | 134 cm hoch, Marmor                | Piccolomini-Altar, Dom, Siena                       |
|      | Heiliger Gregor                                    | 1501–1504                 | 136 cm hoch, Marmor                | Piccolomini-Altar, Dom, Siena                       |
|      | David                                              | 1501–1504                 | 516 cm hoch, Marmor                | Galleria dell'Academia, Florenz                     |
|      | Madonna mit Kind (Brügger-Madonna)                 | um 1504/05                | 128 cm hoch, Marmor                | Onze Lieve Vrouwekerk, Brügge                       |
|      | Madonna mit Kind und Johannesknaben (Tondo Taddei) | um 1504–1506              | 109 cm Durchmesser, Marmor         | Royal Academy of Arts, London                       |
|      | Madonna mit Kind und Johannesknaben (Tondo Pitti)  | um 1504–1506              | 85,5 × 82 cm, Marmor               | Museo Nazionale del Bargello, Florenz               |
|      | Der heilige Matthäus                               | 1506                      | 216 cm hoch, Marmor                | Galleria dell'Academia, Florenz                     |
|      | Der sterbende Sklave (Der sterbende Gefangene)     | um 1513–1516              | 229 cm hoch, Marmor                | Musée du Louvre, Paris                              |
|      | Der rebellische Sklave (Der rebellische Gefangene) | um 1513–1516              | 215 cm hoch, Marmor                | Musée du Louvre, Paris                              |
|      | Moses                                              | um 1513–1516 und 1542 (?) | 235 cm hoch, Marmor                | S. Pietro in Vincoli, Rom                           |
|      | Der Sieg (Der Sieger)                              | um 1520–1525              | 261 cm hoch, Marmor                | Palazzo Vecchio, Florenz                            |
|      | Der auferstandene Christus                         | 1519–1521                 | 205 cm hoch (ohne Kreuz), Marmor   | S. Maria sopra Minerva, Rom                         |
|      | Madonna mit Kind (Medici-Madonna)                  | 1521–1534                 | 226 cm hoch, Marmor                | S. Lorenzo, Florenz                                 |
|      | Lorenzo de' Medici                                 | um 1525                   | 178 cm hoch, Marmor                | S. Lorenzo, Florenz                                 |
|      | Der Morgen (Aurora)                                | 1524–1527                 | 206 cm lang, Marmor                | S. Lorenzo, Florenz                                 |
|      | Der Abend (Crepuscolo)                             | 1534–1531                 | 195 cm lang, Marmor                | S. Lorenzo, Florenz                                 |
|      | Giuliano de' Medici                                | um 1526–1534              | 173 cm hoch, Marmor                | S. Lorenzo, Florenz                                 |
|      | Die Nacht (Notte)                                  | 1525–1531                 | 194 cm lang, Marmor                | S. Lorenzo, Florenz                                 |
|      | Der Tag (Giorno)                                   | 1526–1531                 | 185 cm lang, Marmor                | S. Lorenzo, Florenz                                 |
|      | Apoll                                              | um 1530–1532              | 146 cm hoch, Marmor                | Museo Nazionale del Bargello, Florenz               |
|      | Brutus                                             | um 1539–1540              | 74 cm hoch, Marmor                 | Museo Nazionale del Bargello, Florenz               |
|      | Pietà Bandini                                      | um 1547–1555              | 226 cm hoch, Marmor                | Museo dell'Opera del Duomo, Florenz                 |
|      | Pietà Rondanini                                    | 1552/53–1564              | 195 cm hoch, Marmor                | Museo del Castello Sforzesco, Mailand               |

### Architektur
- ab 1520: Neue Sakristei
- 1524–1526 Biblioteca Medicea Laurenziana in Florenz
- 1537–1564 Entwurf des Kapitolsplatzes in Rom
- 1547 Bauleitung Petersdom, Kuppel
- 1560–1562 Santa Maria degli Angeli e dei Martiri in Rom

### Zeichnung
- 1533 Der Sturz des Phaeton. Royal Library, Windsor (seit 1810)
- 1533 Der Sturz des Phaeton. British Museum
- 1540 (oder Umkreis?) Die Heilige Familie mit dem Johannesknaben
- 1553 Der Sturz des Phaeton. Venedig, Gallerie dell’Accademia

### Gedichte und Briefe
Neben dem bildnerischen Werk entstanden eine Reihe von Sonetten, die vor allem seiner langjährigen Freundin Vittoria Colonna und seinem Freund Tommaso de’ Cavalieri gewidmet sind, sowie Madrigale und andere Gedichte. Ein um 1520 entstandener Traktat über Augenpflege und -kosmetik (auf der letzten Seite des „Vatikanischen Codex“ seiner Gedichte) beruht auf Rezepten aus einer augenheilkundlichen Schrift des Arztes und späteren Papstes Petrus Hispanus.
- Michelangelo Buonarroti: Ich, Michelangelo: Briefe, Dichtungen und Gespräche. Hrsg.: Fritz Erpel. 7. Auflage. Henschel, Berlin 1979.
- R. A. Guardini: Michelangelo. Gedichte und Briefe im Project Gutenberg
- Michelangelo Buonarroti: Liebesgedichte, Italienisch und Deutsch, aus dem Italienischen von Michael Engelhard, ausgewählt und mit einem Nachwort versehen von Boris von Brauchitsch, Insel Verlag, Frankfurt am Main 2007. ISBN 978-3-458-34944-0

Einige dieser Dichtungen wurden von verschiedenen Komponisten vertont:
- Hugo Wolf: Michelangelo-Lieder, drei Gedichte von Michelangelo für eine Baßstimme und Klavier (1897)
- Richard Strauss: Madrigal (Ins Joch beug' ich den Nacken) op. 15 Nr. 1
- Josef Schelb: Drei Sonette Michelangelos für Singstimme und Klavier op. 5 (1916)
- Benjamin Britten: Sieben Sonette nach Michelangelo op. 22
- Dmitri Schostakowitsch: Suite nach Worten von Michelangelo Buonarroti op. 145 für Bass und Klavier (1974), Uraufführung: 12. Oktober 1975; Version für Bass und Orchester op. 145a, Uraufführung: 23. Dezember 1974, Leningrad[12]

## Zitat
Du weißt, Herr, dass ich weiß, wie sehr du weißt,
dass ich, um dich zu fühlen, dich erreiche,
und weißt, ich weiß, du weißt, ich bin der Gleiche:
was ists, das uns im Gruße zögern heißt?
Ist wahr die Hoffnung, die du mir gebracht,
und wahr der Wunsch und sicher, dass er gelte,
so bricht die Wand, die zwischen uns gestellte,
verhehltes Wehe hat nun doppelt Macht.
Wenn ich an dir nur liebe, was auch du
am meisten an dir liebst, Herz, zürne nicht.
Das sind die Geister, die sich so umwerben.
Was ich begehr in deinem Angesicht,
dem sehn die Menschen unverständig zu,
und wer es wissen will, der muss erst sterben.
Sonett an Tommaso de’ Cavalieri, Übersetzung: Rainer Maria Rilke

## Gedenken

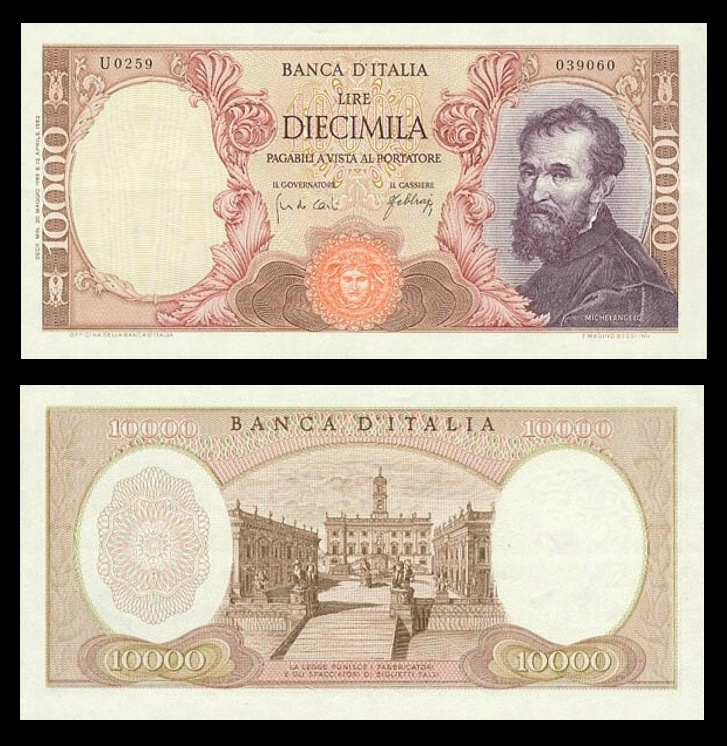
Michelangelo Buonarroti auf der Vorderseite der italienischen 10.000-Lire-Banknote

- Seit dem 29. September 1985 Namensgeber für den Asteroiden (3001) Michelangelo[13]
- Michelangelo Buonarroti wurde auf der italienischen 10.000-Lire-Banknote abgebildet, die von der Banca d’Italia zwischen 1962 und 1973 ausgegeben wurde.
- Am 5. März 2003 zu seinem 528. Geburtstag wurde ihm ein Google Doodle gewidmet.[14]

### Sachliteratur
- Hans Mackowsky: Michelangelo, Marquardt, Berlin 1908.
- Sigmund Freud: Der Moses des Michelangelo, 1914 (Online-Ressource).
- Ernst Steinmann, Rudolf Wittkower: Michelangelo-Bibliographie 1500–1926, Leipzig 1927.
- Luitpold Dussler: Michelangelo-Bibliographie 1927–1970, Wiesbaden 1974.
- Lutz Heusinger: Michelangelo. Leben und Werk in chronologischer Reihenfolge. Gondrom, Bayreuth 1976.
- Valerio Guazzoni, Alessandro Nova, Pier Luigi de Vecchi: Michelangelo – Der Bildhauer, der Architekt, der Maler, Stuttgart und Zürich 1984 (3 Bände, darin bedeutender Eintrag von Enzo Noè Girardi: Michelangelos Dichtungen).
- Joachim Poeschke: Die Skulptur der Renaissance in Italien; Band 2: Michelangelo und seine Zeit, Hirmer, München 1992, ISBN 3-7774-5430-3.
- Peter Dering: Michelangelo. In: Biographisch-Bibliographisches Kirchenlexikon (BBKL). Band 5, Bautz, Herzberg 1993, ISBN 3-88309-043-3, Sp. 1489–1502 (Artikel/Artikelanfang im Internet-Archive).
- Michael Rohlmann, Andreas Thielemann (Hrsg.): Michelangelo – Neue Beiträge, München, Berlin 2000.
- Ross King: Michelangelo und die Fresken des Papstes, München 2003, ISBN 978-3-8135-0193-3.
- Daniel Kupper: Michelangelo. Reinbek 2004, ISBN 3-499-50657-2 (mit weiterführender Literatur nach 1970).
- Susanne Gramatzki: Zur lyrischen Subjektivität in den Rime Michelangelo Buonarrotis. Universitätsverlag Winter, Heidelberg 2004.
- Trewin Copplestone: Michelangelo. Verlag Edition XXL, 2005, ISBN 3-89736-334-8.
- Stefanie Penck: Michelangelo. Prestel, München 2005, ISBN 978-3-7913-3428-8.
- Antonio Forcellino: Michelangelo. Eine Biographie. München 2006, ISBN 3-88680-845-9.
- Frank Zöllner, Christian Thoenes, Thomas Pöpper: Michelangelo 1475–1564. Das vollständige Werk. Taschen Verlag, Köln 2007, ISBN 978-3-8228-3053-6.
- Horst Bredekamp: Michelangelo – Fünf Essays, Verlag Klaus Wagenbach, Berlin 2009, ISBN 978-3-8031-5179-7.
- Volker Reinhardt: Der Göttliche. Das Leben des Michelangelo. Verlag C.H. Beck, München 2010, ISBN 978-3-406-59784-8.
- Stephanie Buck: Michelangelo’s Dream, Ausstellungskatalog Courtauld Gallery, London, University of Washington Press, 2010, ISBN 978-1-907372-02-5.
- Cristina Acidini Luchinat: Michelangelo. Der Bildhauer, Deutscher Kunstverlag, München 2010. ISBN 978-3-422-07014-1.
- William E. Wallace: Michelangelo – The Artist, the Man, and His Times, Cambridge Univ. Press, Cambridge [u. a.] 2010, ISBN 978-0-521-11199-7.
- Giovan Battista Fidanza: Überlegungen zu Michelangelo als Holzbildhauer. In: Wiener Jahrbuch für Kunstgeschichte, 59 (2011), S. 49–64, ISBN 978-3-205-78674-0 (Digitale Fassung).
- Michael Hirst: Michelangelo (Band 1), Yale Univ. Press, New Haven [u. a.] 2012, ISBN 978-0-300-11861-2.
- Grazia Dolores Folliero-Metz, Susanne Gramatzki (Hrsg.): Michelangelo Buonarroti. Leben, Werk und Wirkung. Positionen und Perspektiven der Forschung / Michelangelo Buonarroti. Vita, Opere, Ricezioni. Approdi e prospettive della ricerca contemporanea. Peter Lang, Frankfurt a. M. [u. a.] 2013.
- Andreas Beyer: „... was ein Mensch vermag...“ Anmerkungen zu Goethes Würdigung des Michelangelo, in ders.: Die Kunst zur Sprache gebracht, Wagenbach, Berlin 2017, S. 83–98, ISBN 978-3-8031-2784-6
- Petr Barenboim, Arthur Heath: 500 Years of the New Sacristy: Michelangelo in the Medici Chapel, Loom, Moskau 2019, ISBN 978-5-906072-42-9 (Online-Ressource).
- Horst Bredekamp: Michelangelo. Wagenbach, Berlin 2021, ISBN 978-3-8031-3707-4.
- Andreas Beyer: Künstler, Leib und Eigensinn. Die vergessene Signatur des Lebens in der Kunst. Wagenbach, Berlin 2022, ISBN 978-3-8031-3719-7.
- Claudia Echinger-Maurach: Michelangelo. C. H. Beck, München 2023, ISBN 978-3-406-80703-9.

### Belletristik
- Karel Schulz: Versteinertes Leid, Gütersloh 1960.
- Rosemarie Schuder: Die zerschlagene Madonna. Das Leben des Michelangelo 1527–1564, Berlin 1960.
- Irving Stone: Michelangelo. Reinbek, Rowohlt-Taschenbuch Verlag, 2005, 736 Seiten, 19. Aufl., ISBN 3-7766-0694-0 / ISBN 978-3-499-22229-0 (Originaltitel: The Agony and the Ecstasy, Erstauflage 1961).
- Rosemarie Schuder: Der Gefesselte, Berlin 1962.
- Michael Petery: Michelangelo – Frömmigkeit und Ironie, München 2005, ISBN 978-3-9810448-0-5.
- Michael Petery: Michelangelo – Der Zorn des Schöpfers, München 2008, ISBN 978-3-9810448-1-2.
- Sebastian Fleming: Die Kuppel des Himmels, München 2010, ISBN 3-404-16490-3.
- Mathias Énard: Erzähl ihnen von Schlachten, Königen und Elefanten, Berlin 2011, ISBN 978-3-8270-1005-6 (Originaltitel: Parle-leur de batailles, de rois et d’éléphants, 2010).
- Leon Morell: Der sixtinische Himmel; Scherz, Frankfurt 2012, ISBN 978-3-502-10224-3.

## Filme
- 1940: Michelangelo – Das Leben eines Titanen. Dokumentarfilm, DEU / SUI, 93 Min., Regie und Buch: Curt Oertel
- 1965: Michelangelo – Inferno und Ekstase (The Agony and the Ecstasy). Historienfilm, USA, 138 Min., Regie: Carol Reed, Buch: Philip Dunne, mit Charlton Heston
- 1991: Michelangelo – Aufbruch eines Genies (A Season of Giants). Historienfilm, USA / ITA, 200 Min., Regie: Jerry London, Buch: Julian Bond, Vincenzo Labella, mit Mark Frankel
- 2004: Der große Michelangelo / Der göttliche Michelangelo (The Divine Michelangelo). Dokumentarfilm und Doku-Drama, UK, 116 Min., Buch und Regie: Tim Dunn, Produktion: BBC,[15] mit Stephen Noonan
- 2019: Michelangelo (Il peccato – Il furore di Michelangelo). Biografie-Drama, RUS / ITA, 127 Min., Regie: Andrei Sergejewitsch Kontschalowski, Buch: Elena Kiselewa und Andrei Sergejewitsch Kontschalowski, Produktion: Andrei Konchalovsky Studios und Jean Vigo Italia, mit Alberto Testone